# VVV-Venlo in het seizoen 2023/24
Dit artikel geeft een overzicht van VVV-Venlo in het seizoen 2023/2024.

## Selectie 2023 – 2024
| Nr.           | Naam               | Nat.        | Geb. dat.  | Contract |
| Keepers       | Keepers            | Keepers     | Keepers    | Keepers  |
| ------------- | ------------------ | ----------- | ---------- | -------- |
| 1             | Jan de Boer        | Nederland   | 20-05-2000 | 2025     |
| 1             | Ennio van der Gouw | Nederland   | 14-02-2000 | 2024     |
| 22            | Tim Schrick        | Duitsland   | 25-09-2003 | amateur  |
| 23            | Delano van Crooij  | Nederland   | 05-06-1991 | gehuurd  |
| 30            | Jens Craenmehr     | Nederland   | 30-04-2002 | 2024     |
| Verdedigers   |                    |             |            |          |
| 2             | Robin Lathouwers   | Nederland   | 09-03-2000 | 2025     |
| 3             | Roel Janssen       | Nederland   | 16-06-1990 | 2024     |
| 4             | Rick Ketting       | Nederland   | 15-01-1996 | 2025     |
| 5             | Simon Janssen      | Nederland   | 25-09-2000 | 2025     |
| 15            | Stan Henderikx     | Nederland   | 08-07-2003 | 2024     |
| 19            | Sem Dirks          | Nederland   | 14-03-2001 | 2024     |
| 20            | Dylan Timber       | Curaçao     | 15-04-2000 | 2026     |
| 21            | Moreno Rutten      | Nederland   | 28-04-1993 | 2024     |
| 27            | Slone Matondo      | Duitsland   | 26-03-2003 | amateur  |
| 37            | Diego van Zutphen  | Nederland   | 28-03-2005 | 2026     |
| Middenvelders |                    |             |            |          |
| 8             | Elias Sierra       | België      | 25-08-2001 | 2025     |
| 12            | Joep Kluskens      | Nederland   | 09-11-2002 | 2024     |
| 13            | Richard Sedláček   | Tsjechië    | 21-06-1999 | 2025     |
| 14            | Levi Smans         | Nederland   | 25-03-2003 | 2025     |
| 16            | Robert Klaasen     | Nederland   | 06-09-1993 | 2024     |
| 24            | Mohammed Odriss    | Nederland   | 19-09-2004 | 2026     |
| 26            | Lennart Mehler     | Duitsland   | 27-11-2002 | amateur  |
| Aanvallers    |                    |             |            |          |
| 7             | Milan Robberechts  | België      | 04-03-2004 | gehuurd  |
| 7             | Soulyman Allouch   | Marokko     | 26-01-2002 | 2026     |
| 9             | Michalis Kosidis   | Griekenland | 09-02-2002 | gehuurd  |
| 10            | Nick Venema        | Nederland   | 09-04-1999 | 2025     |
| 11            | Thijme Verheijen   | Nederland   | 13-04-2003 | 2024     |
| 17            | Martijn Berden     | Nederland   | 29-07-1997 | 2025     |
| 18            | Pepijn Doesburg    | Nederland   | 17-01-2001 | gehuurd  |
| 23            | Berkan Bartu       | Turkije     | 08-07-2003 | amateur  |
| 32            | Mohamed Hegi       | Syrië       | 26-01-2004 | amateur  |
| 33            | Melano Thier       | Suriname    | 07-06-2002 | amateur  |
| 44            | Magnus Kaastrup    | Denemarken  | 28-12-2000 | gehuurd  |

### Aangetrokken spelers
| Nat.   | Naam              | Van              | Bijzonderheden                    |
| Zomer  | Zomer             | Zomer            | Zomer                             |
| ------ | ----------------- | ---------------- | --------------------------------- |
| NL     | Martijn Berden    | Go Ahead Eagles  | Was al gehuurd met optie tot koop |
| NL     | Jan de Boer       | FC Groningen     | Transfervrij                      |
| NL     | Pepijn Doesburg   | FC Dordrecht     | Gehuurd                           |
| SY     | Mohamed Hegi      | VVV O21          | Amateur                           |
| NL     | Roel Janssen      | Fortuna Sittard  | Transfervrij                      |
| DK     | Magnus Kaastrup   | Lyngby BK        | Gehuurd                           |
| GR     | Michalis Kosidis  | AEK Athene       | Gehuurd                           |
| DE     | Slone Matondo     | VVV O21          | Amateur                           |
| DE     | Lennart Mehler    | VVV O21          | Amateur                           |
| NL     | Mohammed Odriss   | VVV O21          | Amateur                           |
| NL     | Moreno Rutten     | NAC Breda        | Transfervrij                      |
| BE     | Elias Sierra      | Heracles Almelo  | Transfervrij                      |
| CW     | Dylan Timber      | Jong FC Utrecht  | Transfervrij                      |
| Winter |                   |                  |                                   |
| NL     | Delano van Crooij | Sparta Rotterdam | Gehuurd                           |
| BE     | Milan Robberechts | Fortuna Sittard  | Gehuurd                           |

### Vertrokken spelers
| Nat.   | Naam                    | Naar                    | Bijzonderheden     |
| Zomer  | Zomer                   | Zomer                   | Zomer              |
| ------ | ----------------------- | ----------------------- | ------------------ |
| NL     | Kees de Boer            | Ternana Calcio          | Transfervrij       |
| NL     | Sven Braken             | KMSK Deinze             | Transfervrij       |
| NL     | Tristan Dekker          | Onbekend                | Transfervrij       |
| NL     | Ennio van der Gouw      | SV Zulte Waregem        | Onbekend           |
| NL     | Daan Huisman            | Vitesse                 | Was gehuurd        |
| NL     | Jens Jacobs             | VVV O21                 | Amateur            |
| SE     | Carl Johansson          | IFK Värnamo             | Transfervrij       |
| DE     | Brian Koglin            | Roda JC Kerkrade        | Transfervrij       |
| IS     | Kristófer Kristinsson   | Breiðablik              | Transfervrij       |
| DE     | Ruben Martens-Fleurkens | VVV O21                 | Amateur            |
| NL     | Yahcuroo Roemer         | F91 Dudelange           | Contract ontbonden |
| NL     | Mitchell van Rooijen    | CD Manchego Ciudad Real | Transfervrij       |
| NL     | Jur Theunissen          | SV OSS '20              | Amateur            |
| NL     | Nick Venema             | Valenciennes FC         | Onbekend           |
| NL     | Luuk Vosselman          | VVV O21                 | Amateur            |
| TR     | Özcan Yaşar             | Fethiyespor             | Transfervrij       |
| CZ     | Lukáš Zima              | Petrolul Ploiești       | Transfervrij       |
| Najaar |                         |                         |                    |
| TR     | Berkan Bartu            | VfB Homberg             | Amateur            |
| DE     | Lennart Mehler          | ASV Einigkeit Süchteln  | Amateur            |
| Winter |                         |                         |                    |
| MA     | Soulyman Allouch        | Səbail FK               | Onbekend           |

### Staf
| Rick Kruys       | hoofdtrainer                     |
| Jay Driessen     | assistent-trainer                |
| Frank van Kempen | assistent-trainer                |
| Rein Baart       | keeperstrainer                   |
| Roel Engelen     | teammanager                      |
| Joeri Janssen    | trainer O21                      |
| Roger Bongaerts  | manager ontwikkeling & prestatie |
| Marc van Hintum  | hoofd scouting                   |
| Perrin Hendrix   | performance coach                |
| Hessel Verhoeven | video-analist                    |
| Hans Kuijpers    | fysiotherapeut                   |
| Falk Louwers     | fysiotherapeut                   |
| Rinus Louwers    | fysiotherapeut                   |
| Manon Peeters    | fysiotherapeut                   |
| Marc Prudon      | teamarts                         |
| Rolf Timmermans  | teamarts                         |

## Wedstrijden

### Eerste Divisie
Speelronde 1:
| zondag 13 augustus 2023, 16:45 | VVV-Venlo      | 1-3 (0-0) | MVV Maastricht                             | Opstelling VVV-Venlo | Opstelling MVV Maastricht |  |
| Stadion: Stadion De Koel, Venlo Toeschouwers: 5.510 Arbiter: Nijhuis                                                                          | S. Janssen 76' |           | 47' Slegers 49' Kleinen 87' (pen.) Kostons | De Boer, Lathouwers 51' ( Berden), Ketting , R. Janssen 76' ( Timber), S. Janssen, Sierra 65' ( Odriss), Rutten, Kluskens, Smans, Kosidis, Allouch RESERVEBANK: Craenmehr, Schrick, Henderikx, Matondo, Mehler, Bartu, Hegi | Matthys, Zeegers 71' ( Labylle), Aktaş, Coomans, Schenk, Kleinen 58' ( El Basri), Souren , Smeets 90' ( Nieling), Slegers 72' ( Livramento), Kostons, Buifrahi 90' ( Sy) RESERVEBANK: Lambrix, Stevens, Bouchentouf, Penders, Maho |  |
| Stadion: Stadion De Koel, Venlo Toeschouwers: 5.510 Arbiter: Nijhuis                                                                          |                |           |                                            | De Boer, Lathouwers 51' ( Berden), Ketting , R. Janssen 76' ( Timber), S. Janssen, Sierra 65' ( Odriss), Rutten, Kluskens, Smans, Kosidis, Allouch RESERVEBANK: Craenmehr, Schrick, Henderikx, Matondo, Mehler, Bartu, Hegi | Matthys, Zeegers 71' ( Labylle), Aktaş, Coomans, Schenk, Kleinen 58' ( El Basri), Souren , Smeets 90' ( Nieling), Slegers 72' ( Livramento), Kostons, Buifrahi 90' ( Sy) RESERVEBANK: Lambrix, Stevens, Bouchentouf, Penders, Maho |  |
| Stadion: Stadion De Koel, Venlo Toeschouwers: 5.510 Arbiter: Nijhuis                                                                          |                |           |                                            | De Boer, Lathouwers 51' ( Berden), Ketting , R. Janssen 76' ( Timber), S. Janssen, Sierra 65' ( Odriss), Rutten, Kluskens, Smans, Kosidis, Allouch RESERVEBANK: Craenmehr, Schrick, Henderikx, Matondo, Mehler, Bartu, Hegi | Matthys, Zeegers 71' ( Labylle), Aktaş, Coomans, Schenk, Kleinen 58' ( El Basri), Souren , Smeets 90' ( Nieling), Slegers 72' ( Livramento), Kostons, Buifrahi 90' ( Sy) RESERVEBANK: Lambrix, Stevens, Bouchentouf, Penders, Maho |  |
| Bijz.: 100e competitiewedstrijd Simon Janssen in het betaald voetbal. Competitiedebuut De Boer, Sierra, Kosidis, Odriss en Timber namens VVV. |                |           |                                            | | |  |

Speelronde 2:
| vrijdag 18 augustus 2023, 20:00                                        | FC Emmen                  | 2-2 (1-2) | VVV-Venlo               | Opstelling FC Emmen | Opstelling VVV-Venlo |  |
| Stadion: De Oude Meerdijk, Emmen Toeschouwers: 7.200 Arbiter: Kamphuis | Brouwer 13' Parzyszek 71' |           | 19' Allouch 33' Allouch | Hoekstra, Schouten 81' ( Burnet), Te Wierik, Vos 75' ( Dirksen), Hardeveld, Kieftenbeld 45+3' 59' ( Bernadou), Scholte, Vlak 42' , Brouwer, Parzyszek, El Messaoudi 60' ( Ubbink) RESERVEBANK: Oelschlägel, Van Dorp, Heylen, Huijzer, Younan, Van der Kaap | De Boer 90+5', Rutten, Ketting , R. Janssen 45+3', S. Janssen, Sierra 72' ( Odriss), Kluskens, Smans 90' ( Lathouwers), Berden 45+2' 72' ( Hegi), Kosidis, Allouch RESERVEBANK: Craenmehr, Schrick, Timber, Henderikx, Mehler, Matondo, Bartu, Thier |  |
| Stadion: De Oude Meerdijk, Emmen Toeschouwers: 7.200 Arbiter: Kamphuis |                           |           |                         | Hoekstra, Schouten 81' ( Burnet), Te Wierik, Vos 75' ( Dirksen), Hardeveld, Kieftenbeld 45+3' 59' ( Bernadou), Scholte, Vlak 42' , Brouwer, Parzyszek, El Messaoudi 60' ( Ubbink) RESERVEBANK: Oelschlägel, Van Dorp, Heylen, Huijzer, Younan, Van der Kaap | De Boer 90+5', Rutten, Ketting , R. Janssen 45+3', S. Janssen, Sierra 72' ( Odriss), Kluskens, Smans 90' ( Lathouwers), Berden 45+2' 72' ( Hegi), Kosidis, Allouch RESERVEBANK: Craenmehr, Schrick, Timber, Henderikx, Mehler, Matondo, Bartu, Thier |  |
| Stadion: De Oude Meerdijk, Emmen Toeschouwers: 7.200 Arbiter: Kamphuis |                           |           |                         | Hoekstra, Schouten 81' ( Burnet), Te Wierik, Vos 75' ( Dirksen), Hardeveld, Kieftenbeld 45+3' 59' ( Bernadou), Scholte, Vlak 42' , Brouwer, Parzyszek, El Messaoudi 60' ( Ubbink) RESERVEBANK: Oelschlägel, Van Dorp, Heylen, Huijzer, Younan, Van der Kaap | De Boer 90+5', Rutten, Ketting , R. Janssen 45+3', S. Janssen, Sierra 72' ( Odriss), Kluskens, Smans 90' ( Lathouwers), Berden 45+2' 72' ( Hegi), Kosidis, Allouch RESERVEBANK: Craenmehr, Schrick, Timber, Henderikx, Mehler, Matondo, Bartu, Thier |  |
| Bijz.: Competitiedebuut Hegi namens VVV.                               |                           |           |                         | | |  |

Speelronde 3:
| vrijdag 25 augustus 2023, 20:00                                                                                       | VVV-Venlo                                    | 4-1 (2-1) | Jong FC Utrecht | Opstelling VVV-Venlo | Opstelling Jong FC Utrecht |  |
| Stadion: Stadion De Koel, Venlo Toeschouwers: 5.451 Arbiter: Eijgelsheim                                              | Ketting 7' Smans 25' Allouch 56' Kosidis 70' |           | 45+1' Held      | De Boer, Rutten 83' ( Lathouwers), Ketting , R. Janssen 89' ( Timber), S. Janssen, Sierra, Kluskens 89' ( Henderikx), Smans 51', Berden 68' ( Sedláček), Kosidis, Allouch 83' ( Hegi) RESERVEBANK: Craenmehr, Schrick, Matondo, Mehler, Bartu, Odriss, Thier | Gadellaa, Van Hees, Kooy, Mukeh, Held 46' ( Hardley), Van der Wegen 90' ( Bukala), Leliendal , Akkerman 63' ( Rohd Schlichting), El Arguioui 46' ( Van de Haar), Blake, Rijks 63' ( Edhart) RESERVEBANK: Van der Heijden, Boumenjal, Viereck, Augustinus-Jensen, Oehlers |  |
| Stadion: Stadion De Koel, Venlo Toeschouwers: 5.451 Arbiter: Eijgelsheim                                              |                                              |           |                 | De Boer, Rutten 83' ( Lathouwers), Ketting , R. Janssen 89' ( Timber), S. Janssen, Sierra, Kluskens 89' ( Henderikx), Smans 51', Berden 68' ( Sedláček), Kosidis, Allouch 83' ( Hegi) RESERVEBANK: Craenmehr, Schrick, Matondo, Mehler, Bartu, Odriss, Thier | Gadellaa, Van Hees, Kooy, Mukeh, Held 46' ( Hardley), Van der Wegen 90' ( Bukala), Leliendal , Akkerman 63' ( Rohd Schlichting), El Arguioui 46' ( Van de Haar), Blake, Rijks 63' ( Edhart) RESERVEBANK: Van der Heijden, Boumenjal, Viereck, Augustinus-Jensen, Oehlers |  |
| Stadion: Stadion De Koel, Venlo Toeschouwers: 5.451 Arbiter: Eijgelsheim                                              |                                              |           |                 | De Boer, Rutten 83' ( Lathouwers), Ketting , R. Janssen 89' ( Timber), S. Janssen, Sierra, Kluskens 89' ( Henderikx), Smans 51', Berden 68' ( Sedláček), Kosidis, Allouch 83' ( Hegi) RESERVEBANK: Craenmehr, Schrick, Matondo, Mehler, Bartu, Odriss, Thier | Gadellaa, Van Hees, Kooy, Mukeh, Held 46' ( Hardley), Van der Wegen 90' ( Bukala), Leliendal , Akkerman 63' ( Rohd Schlichting), El Arguioui 46' ( Van de Haar), Blake, Rijks 63' ( Edhart) RESERVEBANK: Van der Heijden, Boumenjal, Viereck, Augustinus-Jensen, Oehlers |  |
| Bijz.: Michalis Kosidis (4-1) scoort het 3500e competitiedoelpunt van VVV sinds de invoering van het betaald voetbal. |                                              |           |                 | | |  |

Speelronde 4:
| vrijdag 1 september 2023, 20:00                                  | VVV-Venlo                      | 2-0 (1-0) | De Graafschap      | Opstelling VVV-Venlo | Opstelling De Graafschap |  |
| Stadion: Stadion De Koel, Venlo Toeschouwers: 4.953 Arbiter: Bos | Kosidis 33' Kosidis 81' (pen.) |           | 10' (pen.) Büttner | De Boer, Rutten 90+1' ( Lathouwers), Ketting , R. Janssen 51', S. Janssen, Sierra, Kluskens 18' 85' ( Hegi), Smans 89' ( Doesburg), Kaastrup 85' ( Sedláček), Kosidis, Allouch 85' ( Verheijen) RESERVEBANK: Craenmehr, Schrick, Timber, Henderikx, Odriss | Bakker, Fortes 80', Schenk, Hillen, Schoppema, Brittijn 73' ( Van der Heiden), Colyn 52', A. Büttner 84' ( G. Büttner), Mahi 63' ( Warmerdam), Flakus Bosilj 73' ( Raterink), Önal 39' 84' ( Kaak) RESERVEBANK: Jansen, Wieggers, Hardeman, Lammers, Van Riel, Yadir, Hassan |  |
| Stadion: Stadion De Koel, Venlo Toeschouwers: 4.953 Arbiter: Bos |                                |           |                    | De Boer, Rutten 90+1' ( Lathouwers), Ketting , R. Janssen 51', S. Janssen, Sierra, Kluskens 18' 85' ( Hegi), Smans 89' ( Doesburg), Kaastrup 85' ( Sedláček), Kosidis, Allouch 85' ( Verheijen) RESERVEBANK: Craenmehr, Schrick, Timber, Henderikx, Odriss | Bakker, Fortes 80', Schenk, Hillen, Schoppema, Brittijn 73' ( Van der Heiden), Colyn 52', A. Büttner 84' ( G. Büttner), Mahi 63' ( Warmerdam), Flakus Bosilj 73' ( Raterink), Önal 39' 84' ( Kaak) RESERVEBANK: Jansen, Wieggers, Hardeman, Lammers, Van Riel, Yadir, Hassan |  |
| Stadion: Stadion De Koel, Venlo Toeschouwers: 4.953 Arbiter: Bos |                                |           |                    | De Boer, Rutten 90+1' ( Lathouwers), Ketting , R. Janssen 51', S. Janssen, Sierra, Kluskens 18' 85' ( Hegi), Smans 89' ( Doesburg), Kaastrup 85' ( Sedláček), Kosidis, Allouch 85' ( Verheijen) RESERVEBANK: Craenmehr, Schrick, Timber, Henderikx, Odriss | Bakker, Fortes 80', Schenk, Hillen, Schoppema, Brittijn 73' ( Van der Heiden), Colyn 52', A. Büttner 84' ( G. Büttner), Mahi 63' ( Warmerdam), Flakus Bosilj 73' ( Raterink), Önal 39' 84' ( Kaak) RESERVEBANK: Jansen, Wieggers, Hardeman, Lammers, Van Riel, Yadir, Hassan |  |
| Bijz.: Competitiedebuut Kaastrup en Doesburg namens VVV.         |                                |           |                    | | |  |

Speelronde 5:
| zaterdag 9 september 2023, 16:30                                        | Telstar        | 1-2 (1-0) | VVV-Venlo                 | Opstelling Telstar | Opstelling VVV-Venlo |  |
| Stadion: 711 Stadion, Velsen-Zuid Toeschouwers: 1.369 Arbiter: Rozendal | Turfkruier 14' |           | 73' Doesburg 90+4' Berden | Houweling, Polley 45+6' 90' ( Koswal), Apau , Soares 45+2', Oude Kotte, Augustijns, Plat 65' ( Faye), Kaandorp 80', 83', Turfkruier 89' ( Rocha de Almeida), Gravenberch 43' ( Van den Heerik), Eddahchouri RESERVEBANK: Van Ingen, Hamdani, Seedorf, Kruiver, Bouyaghlafen, Van de Loo, Tahiri | De Boer, Rutten 31' ( Lathouwers), Ketting , R. Janssen 45+3' 60' ( Timber 61'), S. Janssen, Sierra, Kluskens 88' ( Verheijen), Smans 60' ( Doesburg), Kaastrup 60' ( Berden), Kosidis, Allouch RESERVEBANK: Craenmehr, Schrick, Henderikx, Sedláček, Klaasen |  |
| Stadion: 711 Stadion, Velsen-Zuid Toeschouwers: 1.369 Arbiter: Rozendal |                |           |                           | Houweling, Polley 45+6' 90' ( Koswal), Apau , Soares 45+2', Oude Kotte, Augustijns, Plat 65' ( Faye), Kaandorp 80', 83', Turfkruier 89' ( Rocha de Almeida), Gravenberch 43' ( Van den Heerik), Eddahchouri RESERVEBANK: Van Ingen, Hamdani, Seedorf, Kruiver, Bouyaghlafen, Van de Loo, Tahiri | De Boer, Rutten 31' ( Lathouwers), Ketting , R. Janssen 45+3' 60' ( Timber 61'), S. Janssen, Sierra, Kluskens 88' ( Verheijen), Smans 60' ( Doesburg), Kaastrup 60' ( Berden), Kosidis, Allouch RESERVEBANK: Craenmehr, Schrick, Henderikx, Sedláček, Klaasen |  |
| Stadion: 711 Stadion, Velsen-Zuid Toeschouwers: 1.369 Arbiter: Rozendal |                |           |                           | Houweling, Polley 45+6' 90' ( Koswal), Apau , Soares 45+2', Oude Kotte, Augustijns, Plat 65' ( Faye), Kaandorp 80', 83', Turfkruier 89' ( Rocha de Almeida), Gravenberch 43' ( Van den Heerik), Eddahchouri RESERVEBANK: Van Ingen, Hamdani, Seedorf, Kruiver, Bouyaghlafen, Van de Loo, Tahiri | De Boer, Rutten 31' ( Lathouwers), Ketting , R. Janssen 45+3' 60' ( Timber 61'), S. Janssen, Sierra, Kluskens 88' ( Verheijen), Smans 60' ( Doesburg), Kaastrup 60' ( Berden), Kosidis, Allouch RESERVEBANK: Craenmehr, Schrick, Henderikx, Sedláček, Klaasen |  |
|                                                                         |                |           |                           | | |  |

Speelronde 6:
| vrijdag 15 september 2023, 20:00                                     | VVV-Venlo                      | 3-1 (3-0) | NAC Breda   | Opstelling VVV-Venlo | Opstelling NAC Breda |  |
| Stadion: Stadion De Koel, Venlo Toeschouwers: 5.650 Arbiter: Martens | Smans 4' Smans 8' Kaastrup 36' |           | 47' Janošek | De Boer, Rutten 87' ( Lathouwers), Ketting , R. Janssen, S. Janssen 14', Sierra 67' ( Sedláček 78'), Kluskens, Smans 90+2' ( Doesburg), Kaastrup 67' ( Berden), Kosidis, Allouch 67' ( Verheijen) RESERVEBANK: Craenmehr, Schrick, Timber, Henderikx, Klaasen | Kortsmit, Lucassen, Besselink, Van Den Bergh, Wernersson 46' ( Kemper 81'), Leemans , Vet 46' ( Agougil), Janošek 90+2' ( Rached), Sejdiu, Haugen 46' ( Boere 90+3'), Kuijpers 67' ( Kaied) RESERVEBANK: Troost, De Wijs, Mol, Jaddi |  |
| Stadion: Stadion De Koel, Venlo Toeschouwers: 5.650 Arbiter: Martens |                                |           |             | De Boer, Rutten 87' ( Lathouwers), Ketting , R. Janssen, S. Janssen 14', Sierra 67' ( Sedláček 78'), Kluskens, Smans 90+2' ( Doesburg), Kaastrup 67' ( Berden), Kosidis, Allouch 67' ( Verheijen) RESERVEBANK: Craenmehr, Schrick, Timber, Henderikx, Klaasen | Kortsmit, Lucassen, Besselink, Van Den Bergh, Wernersson 46' ( Kemper 81'), Leemans , Vet 46' ( Agougil), Janošek 90+2' ( Rached), Sejdiu, Haugen 46' ( Boere 90+3'), Kuijpers 67' ( Kaied) RESERVEBANK: Troost, De Wijs, Mol, Jaddi |  |
| Stadion: Stadion De Koel, Venlo Toeschouwers: 5.650 Arbiter: Martens |                                |           |             | De Boer, Rutten 87' ( Lathouwers), Ketting , R. Janssen, S. Janssen 14', Sierra 67' ( Sedláček 78'), Kluskens, Smans 90+2' ( Doesburg), Kaastrup 67' ( Berden), Kosidis, Allouch 67' ( Verheijen) RESERVEBANK: Craenmehr, Schrick, Timber, Henderikx, Klaasen | Kortsmit, Lucassen, Besselink, Van Den Bergh, Wernersson 46' ( Kemper 81'), Leemans , Vet 46' ( Agougil), Janošek 90+2' ( Rached), Sejdiu, Haugen 46' ( Boere 90+3'), Kuijpers 67' ( Kaied) RESERVEBANK: Troost, De Wijs, Mol, Jaddi |  |
|                                                                      |                                |           |             | | |  |

Speelronde 7:
| vrijdag 22 september 2023, 20:00                                                | Jong PSV | 0-0 (0-0) | VVV-Venlo | Opstelling Jong PSV | Opstelling VVV-Venlo |  |
| Stadion: PSV Campus De Herdgang, Eindhoven Toeschouwers: 684 Arbiter: Vereijken |          |           |           | Peersman, Kwaaitaal, Dağaşan, Jiménez 74', Gil y Muiños 24' 64' ( Jansen), Oppegård 46' ( Dams), Nassoh , Van den Heuvel 89', Houben 46' ( Abed), Uneken, Zimuangana 65' ( Gilbert 68') RESERVEBANK: Schiks, Markdal, Rovers, Bawuah, Gomez van Hoogen, R. van Duiven | De Boer, Rutten, Ketting , R. Janssen 86', S. Janssen, Sierra, Kluskens, Smans, Kaastrup 64' ( Berden), Kosidis 74', Allouch 84' ( Doesburg) RESERVEBANK: Craenmehr, Schrick, Lathouwers, Timber, Henderikx, Sedláček, Klaasen, Hegi |  |
| Stadion: PSV Campus De Herdgang, Eindhoven Toeschouwers: 684 Arbiter: Vereijken |          |           |           | Peersman, Kwaaitaal, Dağaşan, Jiménez 74', Gil y Muiños 24' 64' ( Jansen), Oppegård 46' ( Dams), Nassoh , Van den Heuvel 89', Houben 46' ( Abed), Uneken, Zimuangana 65' ( Gilbert 68') RESERVEBANK: Schiks, Markdal, Rovers, Bawuah, Gomez van Hoogen, R. van Duiven | De Boer, Rutten, Ketting , R. Janssen 86', S. Janssen, Sierra, Kluskens, Smans, Kaastrup 64' ( Berden), Kosidis 74', Allouch 84' ( Doesburg) RESERVEBANK: Craenmehr, Schrick, Lathouwers, Timber, Henderikx, Sedláček, Klaasen, Hegi |  |
| Stadion: PSV Campus De Herdgang, Eindhoven Toeschouwers: 684 Arbiter: Vereijken |          |           |           | Peersman, Kwaaitaal, Dağaşan, Jiménez 74', Gil y Muiños 24' 64' ( Jansen), Oppegård 46' ( Dams), Nassoh , Van den Heuvel 89', Houben 46' ( Abed), Uneken, Zimuangana 65' ( Gilbert 68') RESERVEBANK: Schiks, Markdal, Rovers, Bawuah, Gomez van Hoogen, R. van Duiven | De Boer, Rutten, Ketting , R. Janssen 86', S. Janssen, Sierra, Kluskens, Smans, Kaastrup 64' ( Berden), Kosidis 74', Allouch 84' ( Doesburg) RESERVEBANK: Craenmehr, Schrick, Lathouwers, Timber, Henderikx, Sedláček, Klaasen, Hegi |  |
|                                                                                 |          |           |           | | |  |

Speelronde 8:
| zondag 1 oktober 2023, 12:15                                       | VVV-Venlo | 0-4 (0-1) | Helmond Sport                                  | Opstelling VVV-Venlo | Opstelling Helmond Sport |  |
| Stadion: Stadion De Koel, Venlo Toeschouwers: 5.171 Arbiter: Blank |           |           | 8' Botos 48' Lorentzen 63' Schroijen 64' Kaars | De Boer, Rutten, Ketting , R. Janssen 82' ( Henderikx), S. Janssen, Sierra 73' ( Klaasen), Kluskens 53' ( Sedláček), Smans, Kaastrup 45+3' 53' ( Berden), Kosidis, Allouch 73' ( Doesburg) RESERVEBANK: Craenmehr, Schrick, Timber, Lathouwers, Hegi | Van der Steen , Van Vlerken 67', Van Den Eynden, Krätschmer 75' ( Çulhacı), Schroijen 45+3' 79' ( Vankerkhoven), Ostrc, Lorentzen 53', Botos 63' ( Van Keilegom), Mallahi 79' ( Van Ooijen), Kaars, Amuzu 45+1' 77' ( Chacón) RESERVEBANK: Mantel, Ten Hove, Rottiers, Ludwig, Marín |  |
| Stadion: Stadion De Koel, Venlo Toeschouwers: 5.171 Arbiter: Blank |           |           |                                                | De Boer, Rutten, Ketting , R. Janssen 82' ( Henderikx), S. Janssen, Sierra 73' ( Klaasen), Kluskens 53' ( Sedláček), Smans, Kaastrup 45+3' 53' ( Berden), Kosidis, Allouch 73' ( Doesburg) RESERVEBANK: Craenmehr, Schrick, Timber, Lathouwers, Hegi | Van der Steen , Van Vlerken 67', Van Den Eynden, Krätschmer 75' ( Çulhacı), Schroijen 45+3' 79' ( Vankerkhoven), Ostrc, Lorentzen 53', Botos 63' ( Van Keilegom), Mallahi 79' ( Van Ooijen), Kaars, Amuzu 45+1' 77' ( Chacón) RESERVEBANK: Mantel, Ten Hove, Rottiers, Ludwig, Marín |  |
| Stadion: Stadion De Koel, Venlo Toeschouwers: 5.171 Arbiter: Blank |           |           |                                                | De Boer, Rutten, Ketting , R. Janssen 82' ( Henderikx), S. Janssen, Sierra 73' ( Klaasen), Kluskens 53' ( Sedláček), Smans, Kaastrup 45+3' 53' ( Berden), Kosidis, Allouch 73' ( Doesburg) RESERVEBANK: Craenmehr, Schrick, Timber, Lathouwers, Hegi | Van der Steen , Van Vlerken 67', Van Den Eynden, Krätschmer 75' ( Çulhacı), Schroijen 45+3' 79' ( Vankerkhoven), Ostrc, Lorentzen 53', Botos 63' ( Van Keilegom), Mallahi 79' ( Van Ooijen), Kaars, Amuzu 45+1' 77' ( Chacón) RESERVEBANK: Mantel, Ten Hove, Rottiers, Ludwig, Marín |  |
|                                                                    |           |           |                                                | | |  |

Speelronde 9:
| vrijdag 6 oktober 2023, 20:00                                         | Jong Ajax                               | 3-0 (2-0) | VVV-Venlo | Opstelling Jong Ajax | Opstelling VVV-Venlo |  |
| Stadion: De Toekomst, Duivendrecht Toeschouwers: 814 Arbiter: Wiersma | Hlynsson 20' Salah-Eddine 32' Godts 56' |           |           | Ramaj, Gaaei 46' ( Jermoumi), Aertssen, Gooijer, Martha 61' ( Chourak 71'), Hlynsson , Brandes, Salah-Eddine 61' ( Idumbo Muzambo), Banel, Kalokoh 74' ( Sarfo), Godts 74' ( Agougil) RESERVEBANK: C. Setford, Verschuren | De Boer, Rutten 86' 59' ( Lathouwers), Ketting , Timber 69' ( Henderikx), S. Janssen, Sierra, Kluskens 53' ( Klaasen), Smans 53' ( Sedláček), Kaastrup 53' ( Berden), Kosidis, Allouch RESERVEBANK: Craenmehr, Schrick, Dirks, Hegi, Doesburg |  |
| Stadion: De Toekomst, Duivendrecht Toeschouwers: 814 Arbiter: Wiersma |                                         |           |           | Ramaj, Gaaei 46' ( Jermoumi), Aertssen, Gooijer, Martha 61' ( Chourak 71'), Hlynsson , Brandes, Salah-Eddine 61' ( Idumbo Muzambo), Banel, Kalokoh 74' ( Sarfo), Godts 74' ( Agougil) RESERVEBANK: C. Setford, Verschuren | De Boer, Rutten 86' 59' ( Lathouwers), Ketting , Timber 69' ( Henderikx), S. Janssen, Sierra, Kluskens 53' ( Klaasen), Smans 53' ( Sedláček), Kaastrup 53' ( Berden), Kosidis, Allouch RESERVEBANK: Craenmehr, Schrick, Dirks, Hegi, Doesburg |  |
| Stadion: De Toekomst, Duivendrecht Toeschouwers: 814 Arbiter: Wiersma |                                         |           |           | Ramaj, Gaaei 46' ( Jermoumi), Aertssen, Gooijer, Martha 61' ( Chourak 71'), Hlynsson , Brandes, Salah-Eddine 61' ( Idumbo Muzambo), Banel, Kalokoh 74' ( Sarfo), Godts 74' ( Agougil) RESERVEBANK: C. Setford, Verschuren | De Boer, Rutten 86' 59' ( Lathouwers), Ketting , Timber 69' ( Henderikx), S. Janssen, Sierra, Kluskens 53' ( Klaasen), Smans 53' ( Sedláček), Kaastrup 53' ( Berden), Kosidis, Allouch RESERVEBANK: Craenmehr, Schrick, Dirks, Hegi, Doesburg |  |
|                                                                       |                                         |           |           | | |  |

Speelronde 10:
| zaterdag 14 oktober 2023, 16:30                                       | VVV-Venlo    | 1-1 (0-0) | Roda JC Kerkrade | Opstelling VVV-Venlo | Opstelling Roda JC Kerkrade |  |
| Stadion: Stadion De Koel, Venlo Toeschouwers: 6.961 Arbiter: Kamphuis | Doesburg 66' |           | 73' Koglin       | De Boer, Lathouwers, Ketting , R. Janssen 62', S. Janssen, Sierra, Kluskens, Smans, Kaastrup 77' ( Klaasen), Doesburg 82' ( Sedláček), Allouch 61' ( Berden) RESERVEBANK: Craenmehr, Schrick, Dirks, Henderikx, Odriss, Hegi | Bucker, Reith, Didden , Koglin, Bijleveld, Spieringhs 90', Ould-Chikh 61' ( Daneels), Džepar, Ouaissa 85' ( Van der Heide), Schmid 77' ( Pourié), Peña Zauner 85' ( Güçlü) RESERVEBANK: Hamers, Krasniqi, Beerten, Röseler, Vossebelt, Sposito, Been, Bangura |  |
| Stadion: Stadion De Koel, Venlo Toeschouwers: 6.961 Arbiter: Kamphuis |              |           |                  | De Boer, Lathouwers, Ketting , R. Janssen 62', S. Janssen, Sierra, Kluskens, Smans, Kaastrup 77' ( Klaasen), Doesburg 82' ( Sedláček), Allouch 61' ( Berden) RESERVEBANK: Craenmehr, Schrick, Dirks, Henderikx, Odriss, Hegi | Bucker, Reith, Didden , Koglin, Bijleveld, Spieringhs 90', Ould-Chikh 61' ( Daneels), Džepar, Ouaissa 85' ( Van der Heide), Schmid 77' ( Pourié), Peña Zauner 85' ( Güçlü) RESERVEBANK: Hamers, Krasniqi, Beerten, Röseler, Vossebelt, Sposito, Been, Bangura |  |
| Stadion: Stadion De Koel, Venlo Toeschouwers: 6.961 Arbiter: Kamphuis |              |           |                  | De Boer, Lathouwers, Ketting , R. Janssen 62', S. Janssen, Sierra, Kluskens, Smans, Kaastrup 77' ( Klaasen), Doesburg 82' ( Sedláček), Allouch 61' ( Berden) RESERVEBANK: Craenmehr, Schrick, Dirks, Henderikx, Odriss, Hegi | Bucker, Reith, Didden , Koglin, Bijleveld, Spieringhs 90', Ould-Chikh 61' ( Daneels), Džepar, Ouaissa 85' ( Van der Heide), Schmid 77' ( Pourié), Peña Zauner 85' ( Güçlü) RESERVEBANK: Hamers, Krasniqi, Beerten, Röseler, Vossebelt, Sposito, Been, Bangura |  |
|                                                                       |              |           |                  | | |  |

Speelronde 11:
| vrijdag 20 oktober 2023, 20:00                                            | FC Den Bosch     | 1-2 (1-0) | VVV-Venlo             | Opstelling FC Den Bosch | Opstelling VVV-Venlo |  |
| Stadion: De Vliert, 's-Hertogenbosch Toeschouwers: 4.337 Arbiter: Gerrets | Boumassaoudi 15' |           | 47' Timber 48' Berden | Ojrzyński, Gyamfi 84' ( Barglan), Henning, Van Grunsven , Maas 56' ( Ouland M'Hand 78'), Ikeshita, Zelalem 67', De Groot, Vicario, Kostorz, Boumassaoudi 29' 75' ( Leijten) RESERVEBANK: Vrolijks, Bijlsma, Laros, Van den Bogert, Goutier, Kalinauskas, Ogbaidze, Keijser | De Boer, Lathouwers, Ketting , Timber 71' ( Henderikx), S. Janssen, Sierra 35' 87' ( Hegi), Kluskens, Smans 87' ( Sedláček), Berden, Kosidis 87' ( Doesburg), Kaastrup 63' ( Klaasen) RESERVEBANK: Craenmehr, Schrick, Dirks, Odriss |  |
| Stadion: De Vliert, 's-Hertogenbosch Toeschouwers: 4.337 Arbiter: Gerrets |                  |           |                       | Ojrzyński, Gyamfi 84' ( Barglan), Henning, Van Grunsven , Maas 56' ( Ouland M'Hand 78'), Ikeshita, Zelalem 67', De Groot, Vicario, Kostorz, Boumassaoudi 29' 75' ( Leijten) RESERVEBANK: Vrolijks, Bijlsma, Laros, Van den Bogert, Goutier, Kalinauskas, Ogbaidze, Keijser | De Boer, Lathouwers, Ketting , Timber 71' ( Henderikx), S. Janssen, Sierra 35' 87' ( Hegi), Kluskens, Smans 87' ( Sedláček), Berden, Kosidis 87' ( Doesburg), Kaastrup 63' ( Klaasen) RESERVEBANK: Craenmehr, Schrick, Dirks, Odriss |  |
| Stadion: De Vliert, 's-Hertogenbosch Toeschouwers: 4.337 Arbiter: Gerrets |                  |           |                       | Ojrzyński, Gyamfi 84' ( Barglan), Henning, Van Grunsven , Maas 56' ( Ouland M'Hand 78'), Ikeshita, Zelalem 67', De Groot, Vicario, Kostorz, Boumassaoudi 29' 75' ( Leijten) RESERVEBANK: Vrolijks, Bijlsma, Laros, Van den Bogert, Goutier, Kalinauskas, Ogbaidze, Keijser | De Boer, Lathouwers, Ketting , Timber 71' ( Henderikx), S. Janssen, Sierra 35' 87' ( Hegi), Kluskens, Smans 87' ( Sedláček), Berden, Kosidis 87' ( Doesburg), Kaastrup 63' ( Klaasen) RESERVEBANK: Craenmehr, Schrick, Dirks, Odriss |  |
| Bijz.: R. Janssen automatisch geschorst vanwege 5e gele kaart.            |                  |           |                       | | |  |

Speelronde 12:
| vrijdag 27 oktober 2023, 20:00                                        | ADO Den Haag          | 2-2 (0-1) | VVV-Venlo            | Opstelling ADO Den Haag | Opstelling VVV-Venlo |  |
| Stadion: Bingoal Stadion, Den Haag Toeschouwers: 7.409 Arbiter: Pérez | Veerman 62' Ideho 73' |           | 16' Berden 88' Smans | Nikiema, Che 7' ( Asante), Waem, Van Hintum 90+5', Koudossou, Sürmeli , Van der Sande, Klas 90+1', Van Mieghem 87' ( Werker), Veerman, Hamdaoui 46' ( Ideho) RESERVEBANK: Coremans, Van de Riet, Nigro, Absalem, Siereveld, Gustina, Komljenović, Sellouki, Struick | De Boer, Lathouwers, Ketting 90+5', R. Janssen 77' ( Doesburg), S. Janssen, Sierra, Kluskens 55' 69' ( Klaasen), Smans, Berden 69' ( Allouch), Kosidis, Kaastrup RESERVEBANK: Craenmehr, Schrick, Rutten, Timber, Henderikx, Dirks, Sedláček, Odriss, Hegi |  |
| Stadion: Bingoal Stadion, Den Haag Toeschouwers: 7.409 Arbiter: Pérez |                       |           |                      | Nikiema, Che 7' ( Asante), Waem, Van Hintum 90+5', Koudossou, Sürmeli , Van der Sande, Klas 90+1', Van Mieghem 87' ( Werker), Veerman, Hamdaoui 46' ( Ideho) RESERVEBANK: Coremans, Van de Riet, Nigro, Absalem, Siereveld, Gustina, Komljenović, Sellouki, Struick | De Boer, Lathouwers, Ketting 90+5', R. Janssen 77' ( Doesburg), S. Janssen, Sierra, Kluskens 55' 69' ( Klaasen), Smans, Berden 69' ( Allouch), Kosidis, Kaastrup RESERVEBANK: Craenmehr, Schrick, Rutten, Timber, Henderikx, Dirks, Sedláček, Odriss, Hegi |  |
| Stadion: Bingoal Stadion, Den Haag Toeschouwers: 7.409 Arbiter: Pérez |                       |           |                      | Nikiema, Che 7' ( Asante), Waem, Van Hintum 90+5', Koudossou, Sürmeli , Van der Sande, Klas 90+1', Van Mieghem 87' ( Werker), Veerman, Hamdaoui 46' ( Ideho) RESERVEBANK: Coremans, Van de Riet, Nigro, Absalem, Siereveld, Gustina, Komljenović, Sellouki, Struick | De Boer, Lathouwers, Ketting 90+5', R. Janssen 77' ( Doesburg), S. Janssen, Sierra, Kluskens 55' 69' ( Klaasen), Smans, Berden 69' ( Allouch), Kosidis, Kaastrup RESERVEBANK: Craenmehr, Schrick, Rutten, Timber, Henderikx, Dirks, Sedláček, Odriss, Hegi |  |
|                                                                       |                       |           |                      | | |  |

Speelronde 13:
| vrijdag 3 november 2023, 20:00                                           | VVV-Venlo                  | 2-2 (0-1) | Jong AZ                  | Opstelling VVV-Venlo | Opstelling Jong AZ |  |
| Stadion: Stadion De Koel, Venlo Toeschouwers: 5.209 Arbiter: Eijgelsheim | Lathouwers 58' Ketting 88' |           | 45+2' Kewal 90+6' Postma | De Boer, Rutten 55' ( Lathouwers), Ketting , Timber 81' ( Doesburg), S. Janssen 77', Sierra, Klaasen 81' ( Kluskens), Smans, Berden 55' ( Kaastrup), Kosidis 89' ( Henderikx), Allouch RESERVEBANK: Craenmehr, Schrick, R. Janssen, Dirks, Sedláček, Odriss, Hegi | Owusu-Oduro, Dekkers 58' ( Postma), Goes , Dekker, Stam, Kwakman, Kewal 68' ( Mastoras), Smit 60', Addai 81' ( Daal), Meerdink, Poku RESERVEBANK: Deen, Engel, Esajas, Reverson, Kerssens, Koster, Gerold |  |
| Stadion: Stadion De Koel, Venlo Toeschouwers: 5.209 Arbiter: Eijgelsheim |                            |           |                          | De Boer, Rutten 55' ( Lathouwers), Ketting , Timber 81' ( Doesburg), S. Janssen 77', Sierra, Klaasen 81' ( Kluskens), Smans, Berden 55' ( Kaastrup), Kosidis 89' ( Henderikx), Allouch RESERVEBANK: Craenmehr, Schrick, R. Janssen, Dirks, Sedláček, Odriss, Hegi | Owusu-Oduro, Dekkers 58' ( Postma), Goes , Dekker, Stam, Kwakman, Kewal 68' ( Mastoras), Smit 60', Addai 81' ( Daal), Meerdink, Poku RESERVEBANK: Deen, Engel, Esajas, Reverson, Kerssens, Koster, Gerold |  |
| Stadion: Stadion De Koel, Venlo Toeschouwers: 5.209 Arbiter: Eijgelsheim |                            |           |                          | De Boer, Rutten 55' ( Lathouwers), Ketting , Timber 81' ( Doesburg), S. Janssen 77', Sierra, Klaasen 81' ( Kluskens), Smans, Berden 55' ( Kaastrup), Kosidis 89' ( Henderikx), Allouch RESERVEBANK: Craenmehr, Schrick, R. Janssen, Dirks, Sedláček, Odriss, Hegi | Owusu-Oduro, Dekkers 58' ( Postma), Goes , Dekker, Stam, Kwakman, Kewal 68' ( Mastoras), Smit 60', Addai 81' ( Daal), Meerdink, Poku RESERVEBANK: Deen, Engel, Esajas, Reverson, Kerssens, Koster, Gerold |  |
|                                                                          |                            |           |                          | | |  |

Speelronde 14:
| vrijdag 10 november 2023, 20:00                                                            | FC Eindhoven | 0-2 (0-1) | VVV-Venlo                  | Opstelling FC Eindhoven | Opstelling VVV-Venlo |  |
| Stadion: Jan Louwers Stadion, Eindhoven Toeschouwers: 3.675 Arbiter: Van de Velde (België) |              |           | 7' Kaastrup 76' S. Janssen | Brondeel, Ogenia, Amevor 37', Limouri 67' ( Van Doorm), Seedorf 50' ( Wouters), Simons, Kökçü, Dorenbosch, Rottier, Priske 67' ( Garden), Dahlhaus RESERVEBANK: Borgmans, Fancito, Giebels, Sas, Rêgo, Van Rosmalen, Azzagari | De Boer, Lathouwers, Ketting , R. Janssen 63', S. Janssen, Sierra 90+1' ( Kluskens), Klaasen, Smans, Kaastrup 80' ( Berden), Kosidis 80' ( Doesburg), Allouch 32' 66' ( Timber) RESERVEBANK: Craenmehr, Schrick, Henderikx, Dirks, Rutten, Sedláček, Odriss, Hegi |  |
| Stadion: Jan Louwers Stadion, Eindhoven Toeschouwers: 3.675 Arbiter: Van de Velde (België) |              |           |                            | Brondeel, Ogenia, Amevor 37', Limouri 67' ( Van Doorm), Seedorf 50' ( Wouters), Simons, Kökçü, Dorenbosch, Rottier, Priske 67' ( Garden), Dahlhaus RESERVEBANK: Borgmans, Fancito, Giebels, Sas, Rêgo, Van Rosmalen, Azzagari | De Boer, Lathouwers, Ketting , R. Janssen 63', S. Janssen, Sierra 90+1' ( Kluskens), Klaasen, Smans, Kaastrup 80' ( Berden), Kosidis 80' ( Doesburg), Allouch 32' 66' ( Timber) RESERVEBANK: Craenmehr, Schrick, Henderikx, Dirks, Rutten, Sedláček, Odriss, Hegi |  |
| Stadion: Jan Louwers Stadion, Eindhoven Toeschouwers: 3.675 Arbiter: Van de Velde (België) |              |           |                            | Brondeel, Ogenia, Amevor 37', Limouri 67' ( Van Doorm), Seedorf 50' ( Wouters), Simons, Kökçü, Dorenbosch, Rottier, Priske 67' ( Garden), Dahlhaus RESERVEBANK: Borgmans, Fancito, Giebels, Sas, Rêgo, Van Rosmalen, Azzagari | De Boer, Lathouwers, Ketting , R. Janssen 63', S. Janssen, Sierra 90+1' ( Kluskens), Klaasen, Smans, Kaastrup 80' ( Berden), Kosidis 80' ( Doesburg), Allouch 32' 66' ( Timber) RESERVEBANK: Craenmehr, Schrick, Henderikx, Dirks, Rutten, Sedláček, Odriss, Hegi |  |
|                                                                                            |              |           |                            | | |  |

Speelronde 15:
| vrijdag 17 november 2023, 21:00                                      | VVV-Venlo   | 1-3 (0-0) | Willem II                             | Opstelling VVV-Venlo | Opstelling Willem II |  |
| Stadion: Stadion De Koel, Venlo Toeschouwers: 5.715 Arbiter: Ruperti | Ketting 89' |           | 57' Oosting 63' Behounek 80' Heerkens | De Boer, Lathouwers, Ketting 40', R. Janssen 87' ( Henderikx), S. Janssen 90+1', Sierra 74' ( Kluskens), Klaasen 44', Smans 61', Kaastrup, Doesburg 61' ( Berden), Allouch 75' ( Sedláček) RESERVEBANK: Craenmehr, Schrick, Rutten, Odriss, Verheijen, Hegi | Smits, Heerkens , Behounek, Schouten, Van Berkel, Bosch 65', Verreth 83' ( Lachkar), Meerveld, Doodeman 88' ( Razak), Hilterman 75' ( De Leeuw), Oosting 84' ( De Waal) RESERVEBANK: Van den Berg, Schut, St. Jago, Vermeulen |  |
| Stadion: Stadion De Koel, Venlo Toeschouwers: 5.715 Arbiter: Ruperti |             |           |                                       | De Boer, Lathouwers, Ketting 40', R. Janssen 87' ( Henderikx), S. Janssen 90+1', Sierra 74' ( Kluskens), Klaasen 44', Smans 61', Kaastrup, Doesburg 61' ( Berden), Allouch 75' ( Sedláček) RESERVEBANK: Craenmehr, Schrick, Rutten, Odriss, Verheijen, Hegi | Smits, Heerkens , Behounek, Schouten, Van Berkel, Bosch 65', Verreth 83' ( Lachkar), Meerveld, Doodeman 88' ( Razak), Hilterman 75' ( De Leeuw), Oosting 84' ( De Waal) RESERVEBANK: Van den Berg, Schut, St. Jago, Vermeulen |  |
| Stadion: Stadion De Koel, Venlo Toeschouwers: 5.715 Arbiter: Ruperti |             |           |                                       | De Boer, Lathouwers, Ketting 40', R. Janssen 87' ( Henderikx), S. Janssen 90+1', Sierra 74' ( Kluskens), Klaasen 44', Smans 61', Kaastrup, Doesburg 61' ( Berden), Allouch 75' ( Sedláček) RESERVEBANK: Craenmehr, Schrick, Rutten, Odriss, Verheijen, Hegi | Smits, Heerkens , Behounek, Schouten, Van Berkel, Bosch 65', Verreth 83' ( Lachkar), Meerveld, Doodeman 88' ( Razak), Hilterman 75' ( De Leeuw), Oosting 84' ( De Waal) RESERVEBANK: Van den Berg, Schut, St. Jago, Vermeulen |  |
|                                                                      |             |           |                                       | | |  |

Speelronde 16:
| vrijdag 24 november 2023, 20:00                                                                               | VVV-Venlo    | 1-2 (0-2) | SC Cambuur          | Opstelling VVV-Venlo | Opstelling SC Cambuur |  |
| Stadion: Stadion De Koel, Venlo Toeschouwers: 5.551 Arbiter: Bos                                              | Sedláček 78' |           | 5' De Jong 18' Smit | De Boer, Lathouwers 75' ( Rutten), Ketting , R. Janssen 46' ( Timber 71'), S. Janssen, Sierra, Kluskens 61' ( Sedláček 90+4'), Smans, Kaastrup 75' ( Verheijen), Doesburg 61' ( Berden), Allouch RESERVEBANK: Craenmehr, Taylan, Henderikx, Odriss, Hegi | Van Osch, Caschili 75' ( Van der Meer), Smand 69' ( Tol), Bergsma 47' 83' ( Schaapman), Sylla, De Jong 69' ( Van Mullem), Breij, Van Kaam 90+3', Balk, Uldriķis, Smit 90' RESERVEBANK: Reiziger, Minnema 90+5', Poll, De Koe, Kooistra, Pichel, Van der Werff, El Hilali |  |
| Stadion: Stadion De Koel, Venlo Toeschouwers: 5.551 Arbiter: Bos                                              |              |           |                     | De Boer, Lathouwers 75' ( Rutten), Ketting , R. Janssen 46' ( Timber 71'), S. Janssen, Sierra, Kluskens 61' ( Sedláček 90+4'), Smans, Kaastrup 75' ( Verheijen), Doesburg 61' ( Berden), Allouch RESERVEBANK: Craenmehr, Taylan, Henderikx, Odriss, Hegi | Van Osch, Caschili 75' ( Van der Meer), Smand 69' ( Tol), Bergsma 47' 83' ( Schaapman), Sylla, De Jong 69' ( Van Mullem), Breij, Van Kaam 90+3', Balk, Uldriķis, Smit 90' RESERVEBANK: Reiziger, Minnema 90+5', Poll, De Koe, Kooistra, Pichel, Van der Werff, El Hilali |  |
| Stadion: Stadion De Koel, Venlo Toeschouwers: 5.551 Arbiter: Bos                                              |              |           |                     | De Boer, Lathouwers 75' ( Rutten), Ketting , R. Janssen 46' ( Timber 71'), S. Janssen, Sierra, Kluskens 61' ( Sedláček 90+4'), Smans, Kaastrup 75' ( Verheijen), Doesburg 61' ( Berden), Allouch RESERVEBANK: Craenmehr, Taylan, Henderikx, Odriss, Hegi | Van Osch, Caschili 75' ( Van der Meer), Smand 69' ( Tol), Bergsma 47' 83' ( Schaapman), Sylla, De Jong 69' ( Van Mullem), Breij, Van Kaam 90+3', Balk, Uldriķis, Smit 90' RESERVEBANK: Reiziger, Minnema 90+5', Poll, De Koe, Kooistra, Pichel, Van der Werff, El Hilali |  |
| Bijz.: Klaasen geschorst (1e wedstrijd) vanwege directe rode kaart in de competitiewedstrijd VVV – Willem II. |              |           |                     | | |  |

Speelronde 17:
| vrijdag 1 december 2023, 20:00 | FC Groningen              | 2-1 (0-1) | VVV-Venlo  | Opstelling FC Groningen | Opstelling VVV-Venlo |  |
| Stadion: Euroborg, Groningen Toeschouwers: 18.504 Arbiter: Gerrets | Duarte 70' Schreuders 73' |           | 8' Kosidis | Jurjus, Rente , Balker 56', Peersman, Prins 72' ( Määttä 85'), Schreuders, Pelupessy 46' ( Duarte), Hove, Valente 42' 72' ( Bacuna), Van Bergen, Postema 82' 90' ( Turay) RESERVEBANK: Verrips, Baron, Van Gelderen, Blokzijl, De Jonge, Abraham, Lien, Emeran | De Boer, Lathouwers 83' ( Rutten), Ketting 45+4', R. Janssen 83' ( Timber), S. Janssen, Kluskens 85' ( Doesburg), Sierra 84' ( Verheijen), Smans, Berden 62' ( Sedláček), Kosidis 71', Kaastrup RESERVEBANK: Craenmehr, Schrick, Henderikx, Odriss, Hegi |  |
| Stadion: Euroborg, Groningen Toeschouwers: 18.504 Arbiter: Gerrets |                           |           |            | Jurjus, Rente , Balker 56', Peersman, Prins 72' ( Määttä 85'), Schreuders, Pelupessy 46' ( Duarte), Hove, Valente 42' 72' ( Bacuna), Van Bergen, Postema 82' 90' ( Turay) RESERVEBANK: Verrips, Baron, Van Gelderen, Blokzijl, De Jonge, Abraham, Lien, Emeran | De Boer, Lathouwers 83' ( Rutten), Ketting 45+4', R. Janssen 83' ( Timber), S. Janssen, Kluskens 85' ( Doesburg), Sierra 84' ( Verheijen), Smans, Berden 62' ( Sedláček), Kosidis 71', Kaastrup RESERVEBANK: Craenmehr, Schrick, Henderikx, Odriss, Hegi |  |
| Stadion: Euroborg, Groningen Toeschouwers: 18.504 Arbiter: Gerrets |                           |           |            | Jurjus, Rente , Balker 56', Peersman, Prins 72' ( Määttä 85'), Schreuders, Pelupessy 46' ( Duarte), Hove, Valente 42' 72' ( Bacuna), Van Bergen, Postema 82' 90' ( Turay) RESERVEBANK: Verrips, Baron, Van Gelderen, Blokzijl, De Jonge, Abraham, Lien, Emeran | De Boer, Lathouwers 83' ( Rutten), Ketting 45+4', R. Janssen 83' ( Timber), S. Janssen, Kluskens 85' ( Doesburg), Sierra 84' ( Verheijen), Smans, Berden 62' ( Sedláček), Kosidis 71', Kaastrup RESERVEBANK: Craenmehr, Schrick, Henderikx, Odriss, Hegi |  |
| Bijz.: Klaasen geschorst (2e wedstrijd) vanwege directe rode kaart in de competitiewedstrijd VVV – Willem II. 300e competitiewedstrijd Roel Janssen in het betaald voetbal. |                           |           |            | | |  |

Speelronde 18:
| vrijdag 8 december 2023, 20:00                                       | VVV-Venlo                           | 3-1 (1-1) | FC Dordrecht | Opstelling VVV-Venlo | Opstelling FC Dordrecht |  |
| Stadion: Stadion De Koel, Venlo Toeschouwers: 4.485 Arbiter: Martens | Kosidis 39' Ketting 53' Smans 90+4' |           | 32' 't Zand  | De Boer, Lathouwers, Ketting , R. Janssen, S. Janssen, Sierra 88' ( Sedláček), Kluskens, Smans 4', Berden 79' ( Verheijen), Kosidis 88' ( Doesburg), Kaastrup 79' ( Allouch) RESERVEBANK: Craenmehr, Schrick, Rutten, Timber, Henderikx, Dirks, Klaasen, Odriss | Plogmann 23' ( Doornbusch), Aberkane 58' 60' ( Bronkhorst), Tsoungui 64', Van der Avert, Hilton, 't Zand 60' ( Smolarczyk), Suray , Schuurman 73' ( Noc), Sebaoui, Kriwak, Segecic 60' ( Osundina) RESERVEBANK: Baltussen, Brito, Receveur, Van Gogh, Van Vianen |  |
| Stadion: Stadion De Koel, Venlo Toeschouwers: 4.485 Arbiter: Martens |                                     |           |              | De Boer, Lathouwers, Ketting , R. Janssen, S. Janssen, Sierra 88' ( Sedláček), Kluskens, Smans 4', Berden 79' ( Verheijen), Kosidis 88' ( Doesburg), Kaastrup 79' ( Allouch) RESERVEBANK: Craenmehr, Schrick, Rutten, Timber, Henderikx, Dirks, Klaasen, Odriss | Plogmann 23' ( Doornbusch), Aberkane 58' 60' ( Bronkhorst), Tsoungui 64', Van der Avert, Hilton, 't Zand 60' ( Smolarczyk), Suray , Schuurman 73' ( Noc), Sebaoui, Kriwak, Segecic 60' ( Osundina) RESERVEBANK: Baltussen, Brito, Receveur, Van Gogh, Van Vianen |  |
| Stadion: Stadion De Koel, Venlo Toeschouwers: 4.485 Arbiter: Martens |                                     |           |              | De Boer, Lathouwers, Ketting , R. Janssen, S. Janssen, Sierra 88' ( Sedláček), Kluskens, Smans 4', Berden 79' ( Verheijen), Kosidis 88' ( Doesburg), Kaastrup 79' ( Allouch) RESERVEBANK: Craenmehr, Schrick, Rutten, Timber, Henderikx, Dirks, Klaasen, Odriss | Plogmann 23' ( Doornbusch), Aberkane 58' 60' ( Bronkhorst), Tsoungui 64', Van der Avert, Hilton, 't Zand 60' ( Smolarczyk), Suray , Schuurman 73' ( Noc), Sebaoui, Kriwak, Segecic 60' ( Osundina) RESERVEBANK: Baltussen, Brito, Receveur, Van Gogh, Van Vianen |  |
|                                                                      |                                     |           |              | | |  |

Speelronde 19:
| vrijdag 15 december 2023, 20:00                                       | TOP Oss                       | 2-1 (2-1) | VVV-Venlo                       | Opstelling TOP Oss | Opstelling VVV-Venlo |  |
| Stadion: Frans Heesenstadion, Oss Toeschouwers: 1.833 Arbiter: Timmer | Allemeersch 11' Hernández 36' |           | 39' Sierra 45+1' (pen.) Kosidis | Havekotte , Cox 67' ( Dekker), Van Eijma, Lambrix, Mulder, Pata 41', Van Leeuwen 67' ( Kuijpers), Ladan 61' ( Mac-Intosch), Rehmi, Allemeersch, Hernández 73' ( Doumtsios) RESERVEBANK: Van Meurs, Schouten, Troupée, Van Peer, Pavlidis, Shahaj | De Boer, Timber 84' ( Henderikx), Ketting , R. Janssen 61' ( Odriss), S. Janssen, Kluskens 46' ( Sedláček), Sierra, Smans, Berden 46' ( Verheijen), Kosidis, Kaastrup 71' ( Doesburg) RESERVEBANK: Craenmehr, Schrick, Dirks, Hegi |  |
| Stadion: Frans Heesenstadion, Oss Toeschouwers: 1.833 Arbiter: Timmer |                               |           |                                 | Havekotte , Cox 67' ( Dekker), Van Eijma, Lambrix, Mulder, Pata 41', Van Leeuwen 67' ( Kuijpers), Ladan 61' ( Mac-Intosch), Rehmi, Allemeersch, Hernández 73' ( Doumtsios) RESERVEBANK: Van Meurs, Schouten, Troupée, Van Peer, Pavlidis, Shahaj | De Boer, Timber 84' ( Henderikx), Ketting , R. Janssen 61' ( Odriss), S. Janssen, Kluskens 46' ( Sedláček), Sierra, Smans, Berden 46' ( Verheijen), Kosidis, Kaastrup 71' ( Doesburg) RESERVEBANK: Craenmehr, Schrick, Dirks, Hegi |  |
| Stadion: Frans Heesenstadion, Oss Toeschouwers: 1.833 Arbiter: Timmer |                               |           |                                 | Havekotte , Cox 67' ( Dekker), Van Eijma, Lambrix, Mulder, Pata 41', Van Leeuwen 67' ( Kuijpers), Ladan 61' ( Mac-Intosch), Rehmi, Allemeersch, Hernández 73' ( Doumtsios) RESERVEBANK: Van Meurs, Schouten, Troupée, Van Peer, Pavlidis, Shahaj | De Boer, Timber 84' ( Henderikx), Ketting , R. Janssen 61' ( Odriss), S. Janssen, Kluskens 46' ( Sedláček), Sierra, Smans, Berden 46' ( Verheijen), Kosidis, Kaastrup 71' ( Doesburg) RESERVEBANK: Craenmehr, Schrick, Dirks, Hegi |  |
|                                                                       |                               |           |                                 | | |  |

Speelronde 20:
| vrijdag 22 december 2023, 20:00                                           | VVV-Venlo              | 2-1 (1-1) | Telstar         | Opstelling VVV-Venlo | Opstelling Telstar |  |
| Stadion: Stadion De Koel, Venlo Toeschouwers: 5.091 Arbiter: Van de Graaf | Smans 14' Kaastrup 61' |           | 34' Eddahchouri | De Boer, Lathouwers 86', Ketting , Timber, S. Janssen, Sierra, Smans 81' ( Odriss), Sedláček, Berden 55' ( Verheijen), Kosidis 37' 81' ( Doesburg 90+3', 90+4'), Kaastrup 90+2' RESERVEBANK: Craenmehr, Schrick, Dirks, Henderikx, Matondo, Kluskens, Hegi | Koeman, Apau , Soares, D. Bakker, Oude Kotte, Augustijns 72' ( Koswal 74'), Turfkruier, Plat 13' 72' ( Liesdek), Van de Loo 87' ( Giousis), Gravenberch 72' ( El Kachati), Eddahchouri RESERVEBANK: Houweling, Van Ingen, Seedorf, Kruiver, Van den Heerik, Bouyaghlafen, Tahiri, Boussakou |  |
| Stadion: Stadion De Koel, Venlo Toeschouwers: 5.091 Arbiter: Van de Graaf |                        |           |                 | De Boer, Lathouwers 86', Ketting , Timber, S. Janssen, Sierra, Smans 81' ( Odriss), Sedláček, Berden 55' ( Verheijen), Kosidis 37' 81' ( Doesburg 90+3', 90+4'), Kaastrup 90+2' RESERVEBANK: Craenmehr, Schrick, Dirks, Henderikx, Matondo, Kluskens, Hegi | Koeman, Apau , Soares, D. Bakker, Oude Kotte, Augustijns 72' ( Koswal 74'), Turfkruier, Plat 13' 72' ( Liesdek), Van de Loo 87' ( Giousis), Gravenberch 72' ( El Kachati), Eddahchouri RESERVEBANK: Houweling, Van Ingen, Seedorf, Kruiver, Van den Heerik, Bouyaghlafen, Tahiri, Boussakou |  |
| Stadion: Stadion De Koel, Venlo Toeschouwers: 5.091 Arbiter: Van de Graaf |                        |           |                 | De Boer, Lathouwers 86', Ketting , Timber, S. Janssen, Sierra, Smans 81' ( Odriss), Sedláček, Berden 55' ( Verheijen), Kosidis 37' 81' ( Doesburg 90+3', 90+4'), Kaastrup 90+2' RESERVEBANK: Craenmehr, Schrick, Dirks, Henderikx, Matondo, Kluskens, Hegi | Koeman, Apau , Soares, D. Bakker, Oude Kotte, Augustijns 72' ( Koswal 74'), Turfkruier, Plat 13' 72' ( Liesdek), Van de Loo 87' ( Giousis), Gravenberch 72' ( El Kachati), Eddahchouri RESERVEBANK: Houweling, Van Ingen, Seedorf, Kruiver, Van den Heerik, Bouyaghlafen, Tahiri, Boussakou |  |
| Bijz.: Laatste competitiewedstrijd voor de winterstop.                    |                        |           |                 | | |  |

Speelronde 21:
| maandag 15 januari 2024, 20:00 | Jong FC Utrecht | 0-0 (0-0) | VVV-Venlo | Opstelling Jong FC Utrecht | Opstelling VVV-Venlo |  |
| Stadion: Sportcomplex Zoudenbalch, Utrecht Toeschouwers: 302 Arbiter: Puts                                                                     |                 |           |           | Gadellaa, Van Hees, Kooy 10', Mukeh , Held, Yah 90+1' ( Bukala), Van der Wegen 81' ( Oehlers), Van Eldik, Akkerman 81' ( Rohd Schlichting), Van de Haar, Augustinus-Jensen 63' ( Edhart 72') RESERVEBANK: Remie, Van der Heijden, Boumenjal, Hardley, Kloosterboer, Viereck, Den Boggende | De Boer, Timber, Ketting , R. Janssen, S. Janssen, Sedláček, Klaasen, Odriss 46' ( Berden), Kaastrup, Kosidis, Sierra RESERVEBANK: Craenmehr, Schrick, Dirks, Henderikx, Van Zutphen, Hegi, Kluskens |  |
| Stadion: Sportcomplex Zoudenbalch, Utrecht Toeschouwers: 302 Arbiter: Puts                                                                     |                 |           |           | Gadellaa, Van Hees, Kooy 10', Mukeh , Held, Yah 90+1' ( Bukala), Van der Wegen 81' ( Oehlers), Van Eldik, Akkerman 81' ( Rohd Schlichting), Van de Haar, Augustinus-Jensen 63' ( Edhart 72') RESERVEBANK: Remie, Van der Heijden, Boumenjal, Hardley, Kloosterboer, Viereck, Den Boggende | De Boer, Timber, Ketting , R. Janssen, S. Janssen, Sedláček, Klaasen, Odriss 46' ( Berden), Kaastrup, Kosidis, Sierra RESERVEBANK: Craenmehr, Schrick, Dirks, Henderikx, Van Zutphen, Hegi, Kluskens |  |
| Stadion: Sportcomplex Zoudenbalch, Utrecht Toeschouwers: 302 Arbiter: Puts                                                                     |                 |           |           | Gadellaa, Van Hees, Kooy 10', Mukeh , Held, Yah 90+1' ( Bukala), Van der Wegen 81' ( Oehlers), Van Eldik, Akkerman 81' ( Rohd Schlichting), Van de Haar, Augustinus-Jensen 63' ( Edhart 72') RESERVEBANK: Remie, Van der Heijden, Boumenjal, Hardley, Kloosterboer, Viereck, Den Boggende | De Boer, Timber, Ketting , R. Janssen, S. Janssen, Sedláček, Klaasen, Odriss 46' ( Berden), Kaastrup, Kosidis, Sierra RESERVEBANK: Craenmehr, Schrick, Dirks, Henderikx, Van Zutphen, Hegi, Kluskens |  |
| Bijz.: Eerste competitiewedstrijd na de winterstop. Doesburg automatisch geschorst vanwege rode kaart in de competitiewedstrijd VVV – Telstar. |                 |           |           | | |  |

Speelronde 22:
| maandag 22 januari 2024, 20:00 | VVV-Venlo              | 2-1 (2-1) | ADO Den Haag                        | Opstelling VVV-Venlo | Opstelling ADO Den Haag |  |
| Stadion: Stadion De Koel, Venlo Toeschouwers: 4.068 Arbiter: Teuben                                                                                 | Sierra 17' Ketting 39' |           | 8' (pen.) Veerman 20' Van der Sande | De Boer, Timber, Ketting , R. Janssen, S. Janssen, Klaasen 78' 90+1' ( Kluskens), Sedláček, Sierra, Berden 7' 65' ( Verheijen), Kosidis, Kaastrup 79' ( Doesburg) RESERVEBANK: Craenmehr, Schrick, Dirks, Henderikx, Van Zutphen, Odriss, Hegi | Marsman, Asante 78' ( Che), Granli 59' 61' ( Sellouki), Waem, Van Hintum 85' ( Van Wolfgang), Sürmeli , Van der Sande, S. Esajas 48' 61' ( Vigen), Van Mieghem, Veerman, Ideho 79' ( Schalk) RESERVEBANK: Coremans, Van de Riet, Absalem, Siereveld, Koudossou, De Bruin, Houwaart |  |
| Stadion: Stadion De Koel, Venlo Toeschouwers: 4.068 Arbiter: Teuben                                                                                 |                        |           |                                     | De Boer, Timber, Ketting , R. Janssen, S. Janssen, Klaasen 78' 90+1' ( Kluskens), Sedláček, Sierra, Berden 7' 65' ( Verheijen), Kosidis, Kaastrup 79' ( Doesburg) RESERVEBANK: Craenmehr, Schrick, Dirks, Henderikx, Van Zutphen, Odriss, Hegi | Marsman, Asante 78' ( Che), Granli 59' 61' ( Sellouki), Waem, Van Hintum 85' ( Van Wolfgang), Sürmeli , Van der Sande, S. Esajas 48' 61' ( Vigen), Van Mieghem, Veerman, Ideho 79' ( Schalk) RESERVEBANK: Coremans, Van de Riet, Absalem, Siereveld, Koudossou, De Bruin, Houwaart |  |
| Stadion: Stadion De Koel, Venlo Toeschouwers: 4.068 Arbiter: Teuben                                                                                 |                        |           |                                     | De Boer, Timber, Ketting , R. Janssen, S. Janssen, Klaasen 78' 90+1' ( Kluskens), Sedláček, Sierra, Berden 7' 65' ( Verheijen), Kosidis, Kaastrup 79' ( Doesburg) RESERVEBANK: Craenmehr, Schrick, Dirks, Henderikx, Van Zutphen, Odriss, Hegi | Marsman, Asante 78' ( Che), Granli 59' 61' ( Sellouki), Waem, Van Hintum 85' ( Van Wolfgang), Sürmeli , Van der Sande, S. Esajas 48' 61' ( Vigen), Van Mieghem, Veerman, Ideho 79' ( Schalk) RESERVEBANK: Coremans, Van de Riet, Absalem, Siereveld, Koudossou, De Bruin, Houwaart |  |
| Bijz.: Oorspronkelijke speeldatum: vrijdag 19 januari 2024. Wedstrijd afgelast vanwege onbespeelbaar veld, bedekt met sneeuw en een harde laag ijs. |                        |           |                                     | | |  |

Speelronde 23:
| vrijdag 26 januari 2024, 20:00                                           | De Graafschap                     | 3-0 (1-0) | VVV-Venlo | Opstelling De Graafschap | Opstelling VVV-Venlo |  |
| Stadion: De Vijverberg, Doetinchem Toeschouwers: 10.498 Arbiter: Nijhuis | Haen 32' Fortes 55' Seuntjens 84' |           |           | Jansen, Fortes , Hardeman, Schenk, A. Büttner 71' ( Seuntjens), Colyn 80' ( Mahi), Brittijn, Warmerdam, Flakus Bosilj 86' ( G. Büttner), Haen 71' ( Van Riel), Önal 86' ( Van Gilst) RESERVEBANK: Wieggers, Danquah, Kaak, Willemsen, Yadir, Wevers, Hassan | De Boer 89', Timber 12' ( Kluskens), Ketting , R. Janssen, S. Janssen, Klaasen 66' ( Allouch), Sedláček, Sierra, Berden, Kosidis 90+1' ( Craenmehr), Verheijen 65' ( Doesburg) RESERVEBANK: Schrick, Rutten, Henderikx, Van Zutphen, Odriss, Hegi |  |
| Stadion: De Vijverberg, Doetinchem Toeschouwers: 10.498 Arbiter: Nijhuis |                                   |           |           | Jansen, Fortes , Hardeman, Schenk, A. Büttner 71' ( Seuntjens), Colyn 80' ( Mahi), Brittijn, Warmerdam, Flakus Bosilj 86' ( G. Büttner), Haen 71' ( Van Riel), Önal 86' ( Van Gilst) RESERVEBANK: Wieggers, Danquah, Kaak, Willemsen, Yadir, Wevers, Hassan | De Boer 89', Timber 12' ( Kluskens), Ketting , R. Janssen, S. Janssen, Klaasen 66' ( Allouch), Sedláček, Sierra, Berden, Kosidis 90+1' ( Craenmehr), Verheijen 65' ( Doesburg) RESERVEBANK: Schrick, Rutten, Henderikx, Van Zutphen, Odriss, Hegi |  |
| Stadion: De Vijverberg, Doetinchem Toeschouwers: 10.498 Arbiter: Nijhuis |                                   |           |           | Jansen, Fortes , Hardeman, Schenk, A. Büttner 71' ( Seuntjens), Colyn 80' ( Mahi), Brittijn, Warmerdam, Flakus Bosilj 86' ( G. Büttner), Haen 71' ( Van Riel), Önal 86' ( Van Gilst) RESERVEBANK: Wieggers, Danquah, Kaak, Willemsen, Yadir, Wevers, Hassan | De Boer 89', Timber 12' ( Kluskens), Ketting , R. Janssen, S. Janssen, Klaasen 66' ( Allouch), Sedláček, Sierra, Berden, Kosidis 90+1' ( Craenmehr), Verheijen 65' ( Doesburg) RESERVEBANK: Schrick, Rutten, Henderikx, Van Zutphen, Odriss, Hegi |  |
| Bijz.: Competitiedebuut Craenmehr namens VVV.                            |                                   |           |           | | |  |

Speelronde 24:
| vrijdag 2 februari 2024, 20:00 | VVV-Venlo                                 | 3-2 (1-1) | Jong PSV                      | Opstelling VVV-Venlo | Opstelling Jong PSV |  |
| Stadion: Stadion De Koel, Venlo Toeschouwers: 4.952 Arbiter: Hardeman                                                                                      | Verheijen 7' Verheijen 47' Doesburg 90+2' |           | 31' Simons 65' (pen.) Jiménez | Van Crooij, Van Zutphen 77' ( Rutten), Ketting , R. Janssen, S. Janssen, Sedláček 64', Sierra 69' ( Odriss), Verheijen 69' ( Robberechts), Berden 76' ( Doesburg), Kosidis, Kaastrup 46' ( Smans) RESERVEBANK: Craenmehr, Schrick, Matondo, Henderikx, Klaasen, Kluskens, Hegi | Peersman, Dağaşan, Dams, Kuhn 55' ( Van de Blaak), Jansen, Van den Heuvel, Bars, Jiménez , Kwaaitaal 62' ( Houben), Simons 77', Gilbert RESERVEBANK: Smolenaars, Rovers, Tytens, Geerts |  |
| Stadion: Stadion De Koel, Venlo Toeschouwers: 4.952 Arbiter: Hardeman                                                                                      |                                           |           |                               | Van Crooij, Van Zutphen 77' ( Rutten), Ketting , R. Janssen, S. Janssen, Sedláček 64', Sierra 69' ( Odriss), Verheijen 69' ( Robberechts), Berden 76' ( Doesburg), Kosidis, Kaastrup 46' ( Smans) RESERVEBANK: Craenmehr, Schrick, Matondo, Henderikx, Klaasen, Kluskens, Hegi | Peersman, Dağaşan, Dams, Kuhn 55' ( Van de Blaak), Jansen, Van den Heuvel, Bars, Jiménez , Kwaaitaal 62' ( Houben), Simons 77', Gilbert RESERVEBANK: Smolenaars, Rovers, Tytens, Geerts |  |
| Stadion: Stadion De Koel, Venlo Toeschouwers: 4.952 Arbiter: Hardeman                                                                                      |                                           |           |                               | Van Crooij, Van Zutphen 77' ( Rutten), Ketting , R. Janssen, S. Janssen, Sedláček 64', Sierra 69' ( Odriss), Verheijen 69' ( Robberechts), Berden 76' ( Doesburg), Kosidis, Kaastrup 46' ( Smans) RESERVEBANK: Craenmehr, Schrick, Matondo, Henderikx, Klaasen, Kluskens, Hegi | Peersman, Dağaşan, Dams, Kuhn 55' ( Van de Blaak), Jansen, Van den Heuvel, Bars, Jiménez , Kwaaitaal 62' ( Houben), Simons 77', Gilbert RESERVEBANK: Smolenaars, Rovers, Tytens, Geerts |  |
| Bijz.: De Boer geschorst vanwege directe rode kaart in de competitiewedstrijd De Graafschap – VVV. Competitiedebuut Van Zutphen en Robberechts namens VVV. |                                           |           |                               | | |  |

Speelronde 25:
| zaterdag 10 februari 2024, 16:30 | SC Cambuur                                  | 3-3 (2-2) | VVV-Venlo                                | Opstelling SC Cambuur | Opstelling VVV-Venlo |  |
| Stadion: Cambuurstadion, Leeuwarden Toeschouwers: 9.607 Arbiter: Nagtegaal | Uldriķis 7' Ketting 10' (e.d.) Uldriķis 88' |           | 17' Berden 29' Kosidis 90+1' Robberechts | Van Osch, Van der Meer 55' ( Ottesen), Tol, Smand 74' ( Wormgoor), Poll 74' ( Sylla), De Jong 90+2', Van Kaam , Van Mullem 56' ( Anello), Breij 46' ( Balk 82'), Smit, Uldriķis RESERVEBANK: Reiziger, Minnema, Bergsma, De Koe, Kooistra, Pichel, Nartey | Van Crooij, Rutten 67' ( Van Zutphen), Ketting , R. Janssen, S. Janssen 57', Kluskens, Sierra, Smans 75' ( Kaastrup), Berden 84' ( Robberechts), Kosidis 75' ( Doesburg), Verheijen 84' ( Odriss) RESERVEBANK: De Boer, Schrick, Henderikx, Dirks, Klaasen |  |
| Stadion: Cambuurstadion, Leeuwarden Toeschouwers: 9.607 Arbiter: Nagtegaal |                                             |           |                                          | Van Osch, Van der Meer 55' ( Ottesen), Tol, Smand 74' ( Wormgoor), Poll 74' ( Sylla), De Jong 90+2', Van Kaam , Van Mullem 56' ( Anello), Breij 46' ( Balk 82'), Smit, Uldriķis RESERVEBANK: Reiziger, Minnema, Bergsma, De Koe, Kooistra, Pichel, Nartey | Van Crooij, Rutten 67' ( Van Zutphen), Ketting , R. Janssen, S. Janssen 57', Kluskens, Sierra, Smans 75' ( Kaastrup), Berden 84' ( Robberechts), Kosidis 75' ( Doesburg), Verheijen 84' ( Odriss) RESERVEBANK: De Boer, Schrick, Henderikx, Dirks, Klaasen |  |
| Stadion: Cambuurstadion, Leeuwarden Toeschouwers: 9.607 Arbiter: Nagtegaal |                                             |           |                                          | Van Osch, Van der Meer 55' ( Ottesen), Tol, Smand 74' ( Wormgoor), Poll 74' ( Sylla), De Jong 90+2', Van Kaam , Van Mullem 56' ( Anello), Breij 46' ( Balk 82'), Smit, Uldriķis RESERVEBANK: Reiziger, Minnema, Bergsma, De Koe, Kooistra, Pichel, Nartey | Van Crooij, Rutten 67' ( Van Zutphen), Ketting , R. Janssen, S. Janssen 57', Kluskens, Sierra, Smans 75' ( Kaastrup), Berden 84' ( Robberechts), Kosidis 75' ( Doesburg), Verheijen 84' ( Odriss) RESERVEBANK: De Boer, Schrick, Henderikx, Dirks, Klaasen |  |
| Bijz.: Oorspronkelijke speeldatum: vrijdag 9 februari 2024. Verplaatst in verband met bekerwedstrijd SC Cambuur op 7 februari 2024. Sedláček geschorst vanwege directe rode kaart in de competitiewedstrijd De Graafschap – VVV. |                                             |           |                                          | | |  |

Speelronde 26:
| vrijdag 16 februari 2024, 20:00                                            | FC Dordrecht | 1-0 (0-0) | VVV-Venlo | Opstelling FC Dordrecht | Opstelling VVV-Venlo |  |
| Stadion: M-Scores Stadion, Dordrecht Toeschouwers: 2.785 Arbiter: Kamphuis | Suray 63'    |           |           | Plogmann, Bronkhorst, Kluivert, Van der Avert, Brito 83', Receveur, Suray , Tsoungui 90+3', Mbayo, Kriwak 85' ( Osundina), Sebaoui RESERVEBANK: Biai, Doornbusch, Seydoux, Smolarczyk, Segecic, Van Gogh, Van Vianen, De Bie | Van Crooij, Rutten 78' ( Van Zutphen), Ketting 27', R. Janssen 74', 74', S. Janssen 90' ( Lathouwers), Kluskens 70' ( Robberechts), Sierra 62' ( Sedláček), Smans 73', Berden 70' ( Kaastrup), Kosidis 61' ( Doesburg), Verheijen RESERVEBANK: De Boer, Craenmehr, Henderikx, Klaasen, Odriss |  |
| Stadion: M-Scores Stadion, Dordrecht Toeschouwers: 2.785 Arbiter: Kamphuis |              |           |           | Plogmann, Bronkhorst, Kluivert, Van der Avert, Brito 83', Receveur, Suray , Tsoungui 90+3', Mbayo, Kriwak 85' ( Osundina), Sebaoui RESERVEBANK: Biai, Doornbusch, Seydoux, Smolarczyk, Segecic, Van Gogh, Van Vianen, De Bie | Van Crooij, Rutten 78' ( Van Zutphen), Ketting 27', R. Janssen 74', 74', S. Janssen 90' ( Lathouwers), Kluskens 70' ( Robberechts), Sierra 62' ( Sedláček), Smans 73', Berden 70' ( Kaastrup), Kosidis 61' ( Doesburg), Verheijen RESERVEBANK: De Boer, Craenmehr, Henderikx, Klaasen, Odriss |  |
| Stadion: M-Scores Stadion, Dordrecht Toeschouwers: 2.785 Arbiter: Kamphuis |              |           |           | Plogmann, Bronkhorst, Kluivert, Van der Avert, Brito 83', Receveur, Suray , Tsoungui 90+3', Mbayo, Kriwak 85' ( Osundina), Sebaoui RESERVEBANK: Biai, Doornbusch, Seydoux, Smolarczyk, Segecic, Van Gogh, Van Vianen, De Bie | Van Crooij, Rutten 78' ( Van Zutphen), Ketting 27', R. Janssen 74', 74', S. Janssen 90' ( Lathouwers), Kluskens 70' ( Robberechts), Sierra 62' ( Sedláček), Smans 73', Berden 70' ( Kaastrup), Kosidis 61' ( Doesburg), Verheijen RESERVEBANK: De Boer, Craenmehr, Henderikx, Klaasen, Odriss |  |
|                                                                            |              |           |           | | |  |

Speelronde 27:
| vrijdag 23 februari 2024, 20:00                                                                          | VVV-Venlo             | 2-2 (1-0) | FC Eindhoven           | Opstelling VVV-Venlo | Opstelling FC Eindhoven |  |
| Stadion: Stadion De Koel, Venlo Toeschouwers: 5.171 Arbiter: Blank                                       | Smans 17' Kosidis 89' |           | 50' Dahlhaus 55' Kökçü | Van Crooij, Rutten 73' ( Van Zutphen), Ketting , Henderikx, S. Janssen, Kluskens 60' ( Odriss), Smans, Sierra 60' ( Doesburg), Berden 60' ( Robberechts), Kosidis, Verheijen 81' ( Kaastrup) RESERVEBANK: De Boer, Schrick, Lathouwers, Dirks, Sedláček, Klaasen | Brondeel, Ogenia 46' ( Persyn), Limouri, Amevor , Wouters, El Bouchataoui 77' ( Swerts 80', 90+3'), Dahlhaus, Dorenbosch, Kökçü 87' ( Sleegers), Priske 73' ( Simons), Rottier 87' ( Garden) RESERVEBANK: Borgmans, Fancito, Rêgo, Sas, Van Doorm, Kestens, Lieder |  |
| Stadion: Stadion De Koel, Venlo Toeschouwers: 5.171 Arbiter: Blank                                       |                       |           |                        | Van Crooij, Rutten 73' ( Van Zutphen), Ketting , Henderikx, S. Janssen, Kluskens 60' ( Odriss), Smans, Sierra 60' ( Doesburg), Berden 60' ( Robberechts), Kosidis, Verheijen 81' ( Kaastrup) RESERVEBANK: De Boer, Schrick, Lathouwers, Dirks, Sedláček, Klaasen | Brondeel, Ogenia 46' ( Persyn), Limouri, Amevor , Wouters, El Bouchataoui 77' ( Swerts 80', 90+3'), Dahlhaus, Dorenbosch, Kökçü 87' ( Sleegers), Priske 73' ( Simons), Rottier 87' ( Garden) RESERVEBANK: Borgmans, Fancito, Rêgo, Sas, Van Doorm, Kestens, Lieder |  |
| Stadion: Stadion De Koel, Venlo Toeschouwers: 5.171 Arbiter: Blank                                       |                       |           |                        | Van Crooij, Rutten 73' ( Van Zutphen), Ketting , Henderikx, S. Janssen, Kluskens 60' ( Odriss), Smans, Sierra 60' ( Doesburg), Berden 60' ( Robberechts), Kosidis, Verheijen 81' ( Kaastrup) RESERVEBANK: De Boer, Schrick, Lathouwers, Dirks, Sedláček, Klaasen | Brondeel, Ogenia 46' ( Persyn), Limouri, Amevor , Wouters, El Bouchataoui 77' ( Swerts 80', 90+3'), Dahlhaus, Dorenbosch, Kökçü 87' ( Sleegers), Priske 73' ( Simons), Rottier 87' ( Garden) RESERVEBANK: Borgmans, Fancito, Rêgo, Sas, Van Doorm, Kestens, Lieder |  |
| Bijz.: R. Janssen automatisch geschorst vanwege rode kaart in de competitiewedstrijd FC Dordrecht – VVV. |                       |           |                        | | |  |

Speelronde 28:
| vrijdag 1 maart 2024, 20:00                                                   | Helmond Sport | 1-1 (0-1) | VVV-Venlo     | Opstelling Helmond Sport | Opstelling VVV-Venlo |  |
| Stadion: GS Staalwerken Stadion, Helmond Toeschouwers: 2.722 Arbiter: Martens | Schroijen 32' |           | 63' Verheijen | Van der Steen , Van Vlerken, Van Den Eynden 27' ( Schmidt), Krätschmer, Kreekels 80' ( Van Hove), Ostrc, Ludwig 64' 73' ( Amuzu), Schroijen 51', Van Keilegom 46' ( Botos), Kaars, Marín 79' ( Lorentzen) RESERVEBANK: Mantel, Ten Hove, Chacón, Vankerkhoven | Van Crooij, Rutten 60', Ketting , R. Janssen, S. Janssen, Kluskens, Sierra 73' ( Sedláček), Smans, Berden 63' ( Robberechts), Kosidis 72' ( Doesburg), Verheijen 84' ( Kaastrup) RESERVEBANK: De Boer, Craenmehr, Dirks, Lathouwers, Henderikx, Van Zutphen, Odriss, Klaasen |  |
| Stadion: GS Staalwerken Stadion, Helmond Toeschouwers: 2.722 Arbiter: Martens |               |           |               | Van der Steen , Van Vlerken, Van Den Eynden 27' ( Schmidt), Krätschmer, Kreekels 80' ( Van Hove), Ostrc, Ludwig 64' 73' ( Amuzu), Schroijen 51', Van Keilegom 46' ( Botos), Kaars, Marín 79' ( Lorentzen) RESERVEBANK: Mantel, Ten Hove, Chacón, Vankerkhoven | Van Crooij, Rutten 60', Ketting , R. Janssen, S. Janssen, Kluskens, Sierra 73' ( Sedláček), Smans, Berden 63' ( Robberechts), Kosidis 72' ( Doesburg), Verheijen 84' ( Kaastrup) RESERVEBANK: De Boer, Craenmehr, Dirks, Lathouwers, Henderikx, Van Zutphen, Odriss, Klaasen |  |
| Stadion: GS Staalwerken Stadion, Helmond Toeschouwers: 2.722 Arbiter: Martens |               |           |               | Van der Steen , Van Vlerken, Van Den Eynden 27' ( Schmidt), Krätschmer, Kreekels 80' ( Van Hove), Ostrc, Ludwig 64' 73' ( Amuzu), Schroijen 51', Van Keilegom 46' ( Botos), Kaars, Marín 79' ( Lorentzen) RESERVEBANK: Mantel, Ten Hove, Chacón, Vankerkhoven | Van Crooij, Rutten 60', Ketting , R. Janssen, S. Janssen, Kluskens, Sierra 73' ( Sedláček), Smans, Berden 63' ( Robberechts), Kosidis 72' ( Doesburg), Verheijen 84' ( Kaastrup) RESERVEBANK: De Boer, Craenmehr, Dirks, Lathouwers, Henderikx, Van Zutphen, Odriss, Klaasen |  |
|                                                                               |               |           |               | | |  |

Speelronde 29:
| vrijdag 8 maart 2024, 20:00 | VVV-Venlo                  | 2-0 (0-0) | FC Emmen | Opstelling VVV-Venlo | Opstelling FC Emmen |  |
| Stadion: Stadion De Koel, Venlo Toeschouwers: 5.019 Arbiter: Gerrets | Kosidis 50' Doesburg 90+4' |           |          | Van Crooij, Rutten 46' ( Van Zutphen), Ketting , R. Janssen, S. Janssen, Sierra 87' ( Doesburg 90+5'), Smans, Sedláček, Kaastrup 72' ( Odriss), Kosidis, Robberechts 62' ( Berden) RESERVEBANK: De Boer, Craenmehr, Lathouwers, Henderikx, Dirks, Klaasen, Kluskens, Hegi | Oelschlägel, Schouten 49', Te Wierik, Vos, Hardeveld 61' 73' ( Dirksen), Kieftenbeld 80', Scholte 87' ( Parzyszek), Bernadou 87' ( Buffonge), Besuijen, Konings 64' ( Pouwels), Ubbink 64' ( Van Hoeven) RESERVEBANK: Hoekstra, Van Dorp, Heylen, Bolk, Hammouti, Smeets, Brouwer |  |
| Stadion: Stadion De Koel, Venlo Toeschouwers: 5.019 Arbiter: Gerrets |                            |           |          | Van Crooij, Rutten 46' ( Van Zutphen), Ketting , R. Janssen, S. Janssen, Sierra 87' ( Doesburg 90+5'), Smans, Sedláček, Kaastrup 72' ( Odriss), Kosidis, Robberechts 62' ( Berden) RESERVEBANK: De Boer, Craenmehr, Lathouwers, Henderikx, Dirks, Klaasen, Kluskens, Hegi | Oelschlägel, Schouten 49', Te Wierik, Vos, Hardeveld 61' 73' ( Dirksen), Kieftenbeld 80', Scholte 87' ( Parzyszek), Bernadou 87' ( Buffonge), Besuijen, Konings 64' ( Pouwels), Ubbink 64' ( Van Hoeven) RESERVEBANK: Hoekstra, Van Dorp, Heylen, Bolk, Hammouti, Smeets, Brouwer |  |
| Stadion: Stadion De Koel, Venlo Toeschouwers: 5.019 Arbiter: Gerrets |                            |           |          | Van Crooij, Rutten 46' ( Van Zutphen), Ketting , R. Janssen, S. Janssen, Sierra 87' ( Doesburg 90+5'), Smans, Sedláček, Kaastrup 72' ( Odriss), Kosidis, Robberechts 62' ( Berden) RESERVEBANK: De Boer, Craenmehr, Lathouwers, Henderikx, Dirks, Klaasen, Kluskens, Hegi | Oelschlägel, Schouten 49', Te Wierik, Vos, Hardeveld 61' 73' ( Dirksen), Kieftenbeld 80', Scholte 87' ( Parzyszek), Bernadou 87' ( Buffonge), Besuijen, Konings 64' ( Pouwels), Ubbink 64' ( Van Hoeven) RESERVEBANK: Hoekstra, Van Dorp, Heylen, Bolk, Hammouti, Smeets, Brouwer |  |
| Bijz.: In de 83e minuut kreeg FC Emmen een penalty na een vermeende overtreding van Simon Janssen op Vicente Besuijen. Op advies van de assistent-scheidsrechter werd de penalty geannuleerd door scheidsrechter Laurens Gerrets. |                            |           |          | | |  |

Speelronde 30:
| vrijdag 15 maart 2024, 20:00                                              | NAC Breda     | 1-0 (0-0) | VVV-Venlo | Opstelling NAC Breda | Opstelling VVV-Venlo |  |
| Stadion: Rat Verlegh Stadion, Breda Toeschouwers: 18.126 Arbiter: Nijhuis | Martina 90+5' |           |           | Troost, Lucassen, Martina , Koscelník, Besselink, Jensen, Omgba, Staring 62' ( Kuijpers), Sejdiu 80' ( Marijnissen), Ómarsson 69' ( Haugen), Janošek 80' ( Garbett) RESERVEBANK: Van de Merbel, Van Lare, Valerius, De Wijs, Van Schuppen | Van Crooij, Rutten 90+1' ( Van Zutphen), Ketting , R. Janssen, S. Janssen 8', Sierra 66' ( Odriss), Smans, Sedláček, Berden 46' ( Robberechts), Kosidis 76' ( Doesburg), Kaastrup 46' ( Verheijen) RESERVEBANK: De Boer, Craenmehr, Lathouwers, Dirks, Henderikx, Klaasen, Kluskens |  |
| Stadion: Rat Verlegh Stadion, Breda Toeschouwers: 18.126 Arbiter: Nijhuis |               |           |           | Troost, Lucassen, Martina , Koscelník, Besselink, Jensen, Omgba, Staring 62' ( Kuijpers), Sejdiu 80' ( Marijnissen), Ómarsson 69' ( Haugen), Janošek 80' ( Garbett) RESERVEBANK: Van de Merbel, Van Lare, Valerius, De Wijs, Van Schuppen | Van Crooij, Rutten 90+1' ( Van Zutphen), Ketting , R. Janssen, S. Janssen 8', Sierra 66' ( Odriss), Smans, Sedláček, Berden 46' ( Robberechts), Kosidis 76' ( Doesburg), Kaastrup 46' ( Verheijen) RESERVEBANK: De Boer, Craenmehr, Lathouwers, Dirks, Henderikx, Klaasen, Kluskens |  |
| Stadion: Rat Verlegh Stadion, Breda Toeschouwers: 18.126 Arbiter: Nijhuis |               |           |           | Troost, Lucassen, Martina , Koscelník, Besselink, Jensen, Omgba, Staring 62' ( Kuijpers), Sejdiu 80' ( Marijnissen), Ómarsson 69' ( Haugen), Janošek 80' ( Garbett) RESERVEBANK: Van de Merbel, Van Lare, Valerius, De Wijs, Van Schuppen | Van Crooij, Rutten 90+1' ( Van Zutphen), Ketting , R. Janssen, S. Janssen 8', Sierra 66' ( Odriss), Smans, Sedláček, Berden 46' ( Robberechts), Kosidis 76' ( Doesburg), Kaastrup 46' ( Verheijen) RESERVEBANK: De Boer, Craenmehr, Lathouwers, Dirks, Henderikx, Klaasen, Kluskens |  |
|                                                                           |               |           |           | | |  |

Speelronde 31:
| zaterdag 23 maart 2024, 20:00                                                   | Willem II                        | 2-0 (1-0) | VVV-Venlo | Opstelling Willem II | Opstelling VVV-Venlo |  |
| Stadion: Koning Willem II Stadion, Tilburg Toeschouwers: 13.557 Arbiter: Higler | Hilterman 19' Ketting 47' (e.d.) |           |           | Smits, St. Jago 45+2', Behounek, Schouten , Nizet, Bosch, Verreth 60' ( Heerkens), Meerveld 26' ( Svensson), Doodeman 72' ( Vermeulen), Hilterman 72' ( Bokila), Oosting 72' ( De Leeuw) RESERVEBANK: Van den Berg, Schut, Sigurgeirsson, De Waal, Razak, Joosten | Van Crooij, Van Zutphen 81' ( Lathouwers), Ketting , R. Janssen 16', Rutten, Sierra, Smans, Sedláček, Kaastrup 58' ( Odriss), Doesburg 58' ( Berden), Verheijen 57' ( Robberechts) RESERVEBANK: De Boer, Craenmehr, Henderikx, Dirks, Kluskens, Klaasen |  |
| Stadion: Koning Willem II Stadion, Tilburg Toeschouwers: 13.557 Arbiter: Higler |                                  |           |           | Smits, St. Jago 45+2', Behounek, Schouten , Nizet, Bosch, Verreth 60' ( Heerkens), Meerveld 26' ( Svensson), Doodeman 72' ( Vermeulen), Hilterman 72' ( Bokila), Oosting 72' ( De Leeuw) RESERVEBANK: Van den Berg, Schut, Sigurgeirsson, De Waal, Razak, Joosten | Van Crooij, Van Zutphen 81' ( Lathouwers), Ketting , R. Janssen 16', Rutten, Sierra, Smans, Sedláček, Kaastrup 58' ( Odriss), Doesburg 58' ( Berden), Verheijen 57' ( Robberechts) RESERVEBANK: De Boer, Craenmehr, Henderikx, Dirks, Kluskens, Klaasen |  |
| Stadion: Koning Willem II Stadion, Tilburg Toeschouwers: 13.557 Arbiter: Higler |                                  |           |           | Smits, St. Jago 45+2', Behounek, Schouten , Nizet, Bosch, Verreth 60' ( Heerkens), Meerveld 26' ( Svensson), Doodeman 72' ( Vermeulen), Hilterman 72' ( Bokila), Oosting 72' ( De Leeuw) RESERVEBANK: Van den Berg, Schut, Sigurgeirsson, De Waal, Razak, Joosten | Van Crooij, Van Zutphen 81' ( Lathouwers), Ketting , R. Janssen 16', Rutten, Sierra, Smans, Sedláček, Kaastrup 58' ( Odriss), Doesburg 58' ( Berden), Verheijen 57' ( Robberechts) RESERVEBANK: De Boer, Craenmehr, Henderikx, Dirks, Kluskens, Klaasen |  |
| Bijz.: S. Janssen automatisch geschorst vanwege 5e gele kaart.                  |                                  |           |           | | |  |

Speelronde 32:
| vrijdag 29 maart 2024, 20:00                                                                            | VVV-Venlo               | 2-0 (0-0) | TOP Oss | Opstelling VVV-Venlo | Opstelling TOP Oss |  |
| Stadion: Stadion De Koel, Venlo Toeschouwers: 5.988 Arbiter: Van de Graaf                               | Sierra 66' Doesburg 89' |           |         | Van Crooij, Rutten, Ketting , R. Janssen, S. Janssen, Sierra 45', Smans 86' ( Berden), Sedláček 46' ( Odriss 87'), Kaastrup 65' ( Robberechts), Kosidis, Verheijen 87' ( Doesburg) RESERVEBANK: De Boer, Craenmehr, Lathouwers, Van Zutphen, Henderikx, Dirks, Klaasen, Kluskens | Havekotte , Troupée, Van Eijma, Nieuwpoort 69', Lambrix, Zitman 70' 77' ( Eijgenraam), Damen 72' ( Doumtsios), Pata 46' ( Loukili), Zimmerman 72' ( Stensrud), Allemeersch, Korte 46' ( Ladan 78') RESERVEBANK: Schouten, Van Herk, Mac-Intosch, Van Peer, Cox, Mulder, Van Leeuwen |  |
| Stadion: Stadion De Koel, Venlo Toeschouwers: 5.988 Arbiter: Van de Graaf                               |                         |           |         | Van Crooij, Rutten, Ketting , R. Janssen, S. Janssen, Sierra 45', Smans 86' ( Berden), Sedláček 46' ( Odriss 87'), Kaastrup 65' ( Robberechts), Kosidis, Verheijen 87' ( Doesburg) RESERVEBANK: De Boer, Craenmehr, Lathouwers, Van Zutphen, Henderikx, Dirks, Klaasen, Kluskens | Havekotte , Troupée, Van Eijma, Nieuwpoort 69', Lambrix, Zitman 70' 77' ( Eijgenraam), Damen 72' ( Doumtsios), Pata 46' ( Loukili), Zimmerman 72' ( Stensrud), Allemeersch, Korte 46' ( Ladan 78') RESERVEBANK: Schouten, Van Herk, Mac-Intosch, Van Peer, Cox, Mulder, Van Leeuwen |  |
| Stadion: Stadion De Koel, Venlo Toeschouwers: 5.988 Arbiter: Van de Graaf                               |                         |           |         | Van Crooij, Rutten, Ketting , R. Janssen, S. Janssen, Sierra 45', Smans 86' ( Berden), Sedláček 46' ( Odriss 87'), Kaastrup 65' ( Robberechts), Kosidis, Verheijen 87' ( Doesburg) RESERVEBANK: De Boer, Craenmehr, Lathouwers, Van Zutphen, Henderikx, Dirks, Klaasen, Kluskens | Havekotte , Troupée, Van Eijma, Nieuwpoort 69', Lambrix, Zitman 70' 77' ( Eijgenraam), Damen 72' ( Doumtsios), Pata 46' ( Loukili), Zimmerman 72' ( Stensrud), Allemeersch, Korte 46' ( Ladan 78') RESERVEBANK: Schouten, Van Herk, Mac-Intosch, Van Peer, Cox, Mulder, Van Leeuwen |  |
| Bijz.: Wedstrijd in de 90e minuut tijdelijk stilgelegd nadat een VVV-supporter het veld betreden heeft. |                         |           |         | | |  |

Speelronde 33:
| zondag 7 april 2024, 16:45                                                        | Roda JC Kerkrade     | 2-1 (1-0) | VVV-Venlo    | Opstelling Roda JC Kerkrade | Opstelling VVV-Venlo |  |
| Stadion: Parkstad Limburg Stadion, Kerkrade Toeschouwers: 12.204 Arbiter: Martens | Müller 27' Reith 72' |           | 90+1' Berden | Raatsie 90+3', Reith, Didden 77', Röseler, Bijleveld 63' ( Džepar 81'), Spieringhs 63' ( Kongolo), Ould-Chikh 58' ( Ouaissa), Müller, Van der Heide 90+6', Sejk, Peña Zauner 58' ( Daneels) RESERVEBANK: Bucker, Krasniqi, Vossebelt, Schmid, Been, Bangura, Krawczyk, Güçlü | Van Crooij, Rutten, Ketting , R. Janssen 78' ( Kluskens), S. Janssen, Sierra 86' ( Klaasen 90+8'), Smans, Sedláček 70' ( Odriss), Kaastrup 70' ( Berden 90+6'), Kosidis, Verheijen 78' ( Doesburg 90+7') RESERVEBANK: De Boer, Schrick, Van Zutphen, Lathouwers, Henderikx, Dirks, Robberechts |  |
| Stadion: Parkstad Limburg Stadion, Kerkrade Toeschouwers: 12.204 Arbiter: Martens |                      |           |              | Raatsie 90+3', Reith, Didden 77', Röseler, Bijleveld 63' ( Džepar 81'), Spieringhs 63' ( Kongolo), Ould-Chikh 58' ( Ouaissa), Müller, Van der Heide 90+6', Sejk, Peña Zauner 58' ( Daneels) RESERVEBANK: Bucker, Krasniqi, Vossebelt, Schmid, Been, Bangura, Krawczyk, Güçlü | Van Crooij, Rutten, Ketting , R. Janssen 78' ( Kluskens), S. Janssen, Sierra 86' ( Klaasen 90+8'), Smans, Sedláček 70' ( Odriss), Kaastrup 70' ( Berden 90+6'), Kosidis, Verheijen 78' ( Doesburg 90+7') RESERVEBANK: De Boer, Schrick, Van Zutphen, Lathouwers, Henderikx, Dirks, Robberechts |  |
| Stadion: Parkstad Limburg Stadion, Kerkrade Toeschouwers: 12.204 Arbiter: Martens |                      |           |              | Raatsie 90+3', Reith, Didden 77', Röseler, Bijleveld 63' ( Džepar 81'), Spieringhs 63' ( Kongolo), Ould-Chikh 58' ( Ouaissa), Müller, Van der Heide 90+6', Sejk, Peña Zauner 58' ( Daneels) RESERVEBANK: Bucker, Krasniqi, Vossebelt, Schmid, Been, Bangura, Krawczyk, Güçlü | Van Crooij, Rutten, Ketting , R. Janssen 78' ( Kluskens), S. Janssen, Sierra 86' ( Klaasen 90+8'), Smans, Sedláček 70' ( Odriss), Kaastrup 70' ( Berden 90+6'), Kosidis, Verheijen 78' ( Doesburg 90+7') RESERVEBANK: De Boer, Schrick, Van Zutphen, Lathouwers, Henderikx, Dirks, Robberechts |  |
|                                                                                   |                      |           |              | | |  |

Speelronde 34:
| zondag 14 april 2024, 16:45                                                  | VVV-Venlo | 0-1 (0-0) | FC Groningen   | Opstelling VVV-Venlo | Opstelling FC Groningen |  |
| Stadion: Stadion De Koel, Venlo Toeschouwers: 6.612 Arbiter: Van den Kerkhof |           |           | 79' Schreuders | Van Crooij, Rutten 63' ( Van Zutphen), Ketting 90+4', Henderikx, S. Janssen, Sierra, Smans, Sedláček 71' ( Odriss), Berden 71' ( Robberechts), Kosidis, Verheijen 71' ( Doesburg) RESERVEBANK: De Boer, Schrick, Lathouwers, Kluskens, Klaasen, Kaastrup | Jurjus, Bacuna , Rente, Peersman, Määttä 46' ( Blokzijl), Schreuders, Duarte 84' ( Pelupessy), Hove, Valente, Postema, Van Bergen 71' ( Mendes) RESERVEBANK: Meijster, Baron, Beukers, Mariani, Bouland, Kuiper, De Jonge, Emeran, Slor |  |
| Stadion: Stadion De Koel, Venlo Toeschouwers: 6.612 Arbiter: Van den Kerkhof |           |           |                | Van Crooij, Rutten 63' ( Van Zutphen), Ketting 90+4', Henderikx, S. Janssen, Sierra, Smans, Sedláček 71' ( Odriss), Berden 71' ( Robberechts), Kosidis, Verheijen 71' ( Doesburg) RESERVEBANK: De Boer, Schrick, Lathouwers, Kluskens, Klaasen, Kaastrup | Jurjus, Bacuna , Rente, Peersman, Määttä 46' ( Blokzijl), Schreuders, Duarte 84' ( Pelupessy), Hove, Valente, Postema, Van Bergen 71' ( Mendes) RESERVEBANK: Meijster, Baron, Beukers, Mariani, Bouland, Kuiper, De Jonge, Emeran, Slor |  |
| Stadion: Stadion De Koel, Venlo Toeschouwers: 6.612 Arbiter: Van den Kerkhof |           |           |                | Van Crooij, Rutten 63' ( Van Zutphen), Ketting 90+4', Henderikx, S. Janssen, Sierra, Smans, Sedláček 71' ( Odriss), Berden 71' ( Robberechts), Kosidis, Verheijen 71' ( Doesburg) RESERVEBANK: De Boer, Schrick, Lathouwers, Kluskens, Klaasen, Kaastrup | Jurjus, Bacuna , Rente, Peersman, Määttä 46' ( Blokzijl), Schreuders, Duarte 84' ( Pelupessy), Hove, Valente, Postema, Van Bergen 71' ( Mendes) RESERVEBANK: Meijster, Baron, Beukers, Mariani, Bouland, Kuiper, De Jonge, Emeran, Slor |  |
|                                                                              |           |           |                | | |  |

Speelronde 35:
| maandag 22 april 2024, 20:00                                                | Jong AZ                     | 2-1 (0-1) | VVV-Venlo | Opstelling Jong AZ | Opstelling VVV-Venlo |  |
| Stadion: AFAS Trainingscomplex, Wijdewormer Toeschouwers: 527 Arbiter: Smit | Kasius 65' Addai 76' (pen.) |           | 19' Smans | Owusu-Oduro, Kasius 79' 81' ( Esteves), Schouten 5', Dekker, Stam 90+7', Mastoras, Smit 90+4' ( Berkhout), Postma, Addai 90+5' ( Koster), Poku 90+6', Daal 90+5' ( Kalisvaart) RESERVEBANK: Kuijsten, Engel, Dekkers, Van Aken, Kerssens, Reverson, Gerold, Kewal | Van Crooij, Van Zutphen 84' ( Lathouwers), Kluskens, Henderikx, S. Janssen , Sierra, Smans 46' ( Kaastrup), Sedláček 70' ( Doesburg), Berden 83' ( Klaasen 90'), Kosidis, Verheijen 66' ( Odriss) RESERVEBANK: De Boer, Schrick, Matondo, Dirks, Hegi |  |
| Stadion: AFAS Trainingscomplex, Wijdewormer Toeschouwers: 527 Arbiter: Smit |                             |           |           | Owusu-Oduro, Kasius 79' 81' ( Esteves), Schouten 5', Dekker, Stam 90+7', Mastoras, Smit 90+4' ( Berkhout), Postma, Addai 90+5' ( Koster), Poku 90+6', Daal 90+5' ( Kalisvaart) RESERVEBANK: Kuijsten, Engel, Dekkers, Van Aken, Kerssens, Reverson, Gerold, Kewal | Van Crooij, Van Zutphen 84' ( Lathouwers), Kluskens, Henderikx, S. Janssen , Sierra, Smans 46' ( Kaastrup), Sedláček 70' ( Doesburg), Berden 83' ( Klaasen 90'), Kosidis, Verheijen 66' ( Odriss) RESERVEBANK: De Boer, Schrick, Matondo, Dirks, Hegi |  |
| Stadion: AFAS Trainingscomplex, Wijdewormer Toeschouwers: 527 Arbiter: Smit |                             |           |           | Owusu-Oduro, Kasius 79' 81' ( Esteves), Schouten 5', Dekker, Stam 90+7', Mastoras, Smit 90+4' ( Berkhout), Postma, Addai 90+5' ( Koster), Poku 90+6', Daal 90+5' ( Kalisvaart) RESERVEBANK: Kuijsten, Engel, Dekkers, Van Aken, Kerssens, Reverson, Gerold, Kewal | Van Crooij, Van Zutphen 84' ( Lathouwers), Kluskens, Henderikx, S. Janssen , Sierra, Smans 46' ( Kaastrup), Sedláček 70' ( Doesburg), Berden 83' ( Klaasen 90'), Kosidis, Verheijen 66' ( Odriss) RESERVEBANK: De Boer, Schrick, Matondo, Dirks, Hegi |  |
| Bijz.: Ketting automatisch geschorst vanwege 5e gele kaart.                 |                             |           |           | | |  |

Speelronde 36:
| vrijdag 26 april 2024, 20:00                                     | VVV-Venlo             | 2-3 (0-1) | FC Den Bosch                               | Opstelling VVV-Venlo | Opstelling FC Den Bosch |  |
| Stadion: Stadion De Koel, Venlo Toeschouwers: 6.008 Arbiter: Bos | Smans 52' Kosidis 77' |           | 45+2' Vicario 54' Oulad M'Hand 87' Kostorz | Van Crooij, Rutten 49' 57' ( Van Zutphen), Ketting , Henderikx, S. Janssen, Odriss, Smans, Sedláček 72' ( Doesburg), Sierra, Kosidis, Verheijen 57' ( Berden) RESERVEBANK: De Boer, Schrick, Lathouwers, Dirks, Klaasen, Kluskens, Kaastrup, Hegi, Robberechts | Hegyi, Mulders 87' ( Gyamfi), Van den Bogert 89' ( Henning), Van Grunsven, Mbete, Zelalem 79', Ouland M'Hand 75' ( Van Hedel), Laros, Vicario, Kostorz, Ogbaidze 46' ( Boumassaoudi) RESERVEBANK: Bijlsma, Brouwers, Maas, Ikeshita, Barglan, Van Bakel, Keijser |  |
| Stadion: Stadion De Koel, Venlo Toeschouwers: 6.008 Arbiter: Bos |                       |           |                                            | Van Crooij, Rutten 49' 57' ( Van Zutphen), Ketting , Henderikx, S. Janssen, Odriss, Smans, Sedláček 72' ( Doesburg), Sierra, Kosidis, Verheijen 57' ( Berden) RESERVEBANK: De Boer, Schrick, Lathouwers, Dirks, Klaasen, Kluskens, Kaastrup, Hegi, Robberechts | Hegyi, Mulders 87' ( Gyamfi), Van den Bogert 89' ( Henning), Van Grunsven, Mbete, Zelalem 79', Ouland M'Hand 75' ( Van Hedel), Laros, Vicario, Kostorz, Ogbaidze 46' ( Boumassaoudi) RESERVEBANK: Bijlsma, Brouwers, Maas, Ikeshita, Barglan, Van Bakel, Keijser |  |
| Stadion: Stadion De Koel, Venlo Toeschouwers: 6.008 Arbiter: Bos |                       |           |                                            | Van Crooij, Rutten 49' 57' ( Van Zutphen), Ketting , Henderikx, S. Janssen, Odriss, Smans, Sedláček 72' ( Doesburg), Sierra, Kosidis, Verheijen 57' ( Berden) RESERVEBANK: De Boer, Schrick, Lathouwers, Dirks, Klaasen, Kluskens, Kaastrup, Hegi, Robberechts | Hegyi, Mulders 87' ( Gyamfi), Van den Bogert 89' ( Henning), Van Grunsven, Mbete, Zelalem 79', Ouland M'Hand 75' ( Van Hedel), Laros, Vicario, Kostorz, Ogbaidze 46' ( Boumassaoudi) RESERVEBANK: Bijlsma, Brouwers, Maas, Ikeshita, Barglan, Van Bakel, Keijser |  |
|                                                                  |                       |           |                                            | | |  |

Speelronde 37:
| vrijdag 3 mei 2024, 20:00                                         | VVV-Venlo                          | 2-0 (0-0) | Jong Ajax | Opstelling VVV-Venlo | Opstelling Jong Ajax |  |
| Stadion: Stadion De Koel, Venlo Toeschouwers: 6.675 Arbiter: Puts | Verschuren 73' (e.d.) Doesburg 81' |           |           | Van Crooij, Rutten 44' 52' ( Van Zutphen), Ketting , R. Janssen 77' ( Henderikx), S. Janssen, Klaasen 67' ( Kluskens), Smans, Odriss 67' ( Sedláček), Sierra, Kosidis 76' ( Kaastrup), Verheijen 46' ( Doesburg) RESERVEBANK: De Boer, Craenmehr, Dirks, Lathouwers, Hegi, Robberechts | De Graaff, Alders, Verschuren, Gooijer 68' ( Henry 84'), Agougil 46' ( Martha 90+3'), Gorter, Fitz-Jim 61' ( Chourak), Chahid, Speksnijder 75' ( Vink), Boerhout 46' ( Wolff), Banel RESERVEBANK: C. Setford |  |
| Stadion: Stadion De Koel, Venlo Toeschouwers: 6.675 Arbiter: Puts |                                    |           |           | Van Crooij, Rutten 44' 52' ( Van Zutphen), Ketting , R. Janssen 77' ( Henderikx), S. Janssen, Klaasen 67' ( Kluskens), Smans, Odriss 67' ( Sedláček), Sierra, Kosidis 76' ( Kaastrup), Verheijen 46' ( Doesburg) RESERVEBANK: De Boer, Craenmehr, Dirks, Lathouwers, Hegi, Robberechts | De Graaff, Alders, Verschuren, Gooijer 68' ( Henry 84'), Agougil 46' ( Martha 90+3'), Gorter, Fitz-Jim 61' ( Chourak), Chahid, Speksnijder 75' ( Vink), Boerhout 46' ( Wolff), Banel RESERVEBANK: C. Setford |  |
| Stadion: Stadion De Koel, Venlo Toeschouwers: 6.675 Arbiter: Puts |                                    |           |           | Van Crooij, Rutten 44' 52' ( Van Zutphen), Ketting , R. Janssen 77' ( Henderikx), S. Janssen, Klaasen 67' ( Kluskens), Smans, Odriss 67' ( Sedláček), Sierra, Kosidis 76' ( Kaastrup), Verheijen 46' ( Doesburg) RESERVEBANK: De Boer, Craenmehr, Dirks, Lathouwers, Hegi, Robberechts | De Graaff, Alders, Verschuren, Gooijer 68' ( Henry 84'), Agougil 46' ( Martha 90+3'), Gorter, Fitz-Jim 61' ( Chourak), Chahid, Speksnijder 75' ( Vink), Boerhout 46' ( Wolff), Banel RESERVEBANK: C. Setford |  |
|                                                                   |                                    |           |           | | |  |

Speelronde 38:
| vrijdag 10 mei 2024, 20:00                                        | MVV Maastricht            | 2-0 (2-0) | VVV-Venlo          | Opstelling MVV Maastricht | Opstelling VVV-Venlo |  |
| Stadion: De Geusselt, Maastricht Toeschouwers: 8.500 Arbiter: Vos | Livramento 17' Smeets 29' |           | 41' (pen.) Kosidis | Matthys, Librici, Coomans, Nieling, Schenk, Souren , Smeets, El Basri 89' ( Penders), Slegers 70' ( Taşçı), Livramento 84' ( Mmaee), Remans 61' RESERVEBANK: Lambrix, Stevens, Labylle, Hofland, Bouchentouf, Maho | Van Crooij, Van Zutphen 74' 78' ( Rutten), Ketting, Henderikx, S. Janssen , Odriss 70' ( Klaasen), Smans, Sedláček 64' ( Doesburg), Sierra 78' ( Kaastrup), Kosidis, Verheijen 70' ( Kluskens 79') RESERVEBANK: De Boer, Craenmehr, Lathouwers, R. Janssen, Dirks, Robberechts, Hegi |  |
| Stadion: De Geusselt, Maastricht Toeschouwers: 8.500 Arbiter: Vos |                           |           |                    | Matthys, Librici, Coomans, Nieling, Schenk, Souren , Smeets, El Basri 89' ( Penders), Slegers 70' ( Taşçı), Livramento 84' ( Mmaee), Remans 61' RESERVEBANK: Lambrix, Stevens, Labylle, Hofland, Bouchentouf, Maho | Van Crooij, Van Zutphen 74' 78' ( Rutten), Ketting, Henderikx, S. Janssen , Odriss 70' ( Klaasen), Smans, Sedláček 64' ( Doesburg), Sierra 78' ( Kaastrup), Kosidis, Verheijen 70' ( Kluskens 79') RESERVEBANK: De Boer, Craenmehr, Lathouwers, R. Janssen, Dirks, Robberechts, Hegi |  |
| Stadion: De Geusselt, Maastricht Toeschouwers: 8.500 Arbiter: Vos |                           |           |                    | Matthys, Librici, Coomans, Nieling, Schenk, Souren , Smeets, El Basri 89' ( Penders), Slegers 70' ( Taşçı), Livramento 84' ( Mmaee), Remans 61' RESERVEBANK: Lambrix, Stevens, Labylle, Hofland, Bouchentouf, Maho | Van Crooij, Van Zutphen 74' 78' ( Rutten), Ketting, Henderikx, S. Janssen , Odriss 70' ( Klaasen), Smans, Sedláček 64' ( Doesburg), Sierra 78' ( Kaastrup), Kosidis, Verheijen 70' ( Kluskens 79') RESERVEBANK: De Boer, Craenmehr, Lathouwers, R. Janssen, Dirks, Robberechts, Hegi |  |
|                                                                   |                           |           |                    | | |  |

### KNVB Beker
Eerste ronde:
| dinsdag 31 oktober 2023, 20:00                                                 | sc Heerenveen                                                                     | 5-1 (3-0) | VVV-Venlo   | Opstelling sc Heerenveen | Opstelling VVV-Venlo |  |
| Stadion: Abe Lenstra Stadion, Heerenveen Toeschouwers: 12.000 Arbiter: Oostrom | Van Amersfoort 21' Van Amersfoort 40' Van Amersfoort 44' Van Ee 68' Karlsbakk 90' |           | 72' Allouch | Van der Hart, Ali, Van Beek 70' ( Nunumete), Bochniewicz 32' 46' ( Van Ottele), Köhlert, Brouwers, Haye, Olsson, Nunnely 60' ( Witteveen), Van Amersfoort 46' ( Karlsbakk), Tahiri 60' ( Van Ee) RESERVEBANK: Noppert, Bekkema, Hall, Webster, Braude, Wålemark | De Boer, Lathouwers, Ketting , R. Janssen 46' ( Timber), S. Janssen 45' 72' ( Rutten), Sierra, Kluskens 46' ( Klaasen), Smans 60' ( Sedláček), Kaastrup 33', Kosidis 60' ( Doesburg), Allouch RESERVEBANK: Craenmehr, Schrick, Henderikx, Dirks, Odriss, Berden, Hegi |  |
| Stadion: Abe Lenstra Stadion, Heerenveen Toeschouwers: 12.000 Arbiter: Oostrom |                                                                                   |           |             | Van der Hart, Ali, Van Beek 70' ( Nunumete), Bochniewicz 32' 46' ( Van Ottele), Köhlert, Brouwers, Haye, Olsson, Nunnely 60' ( Witteveen), Van Amersfoort 46' ( Karlsbakk), Tahiri 60' ( Van Ee) RESERVEBANK: Noppert, Bekkema, Hall, Webster, Braude, Wålemark | De Boer, Lathouwers, Ketting , R. Janssen 46' ( Timber), S. Janssen 45' 72' ( Rutten), Sierra, Kluskens 46' ( Klaasen), Smans 60' ( Sedláček), Kaastrup 33', Kosidis 60' ( Doesburg), Allouch RESERVEBANK: Craenmehr, Schrick, Henderikx, Dirks, Odriss, Berden, Hegi |  |
| Stadion: Abe Lenstra Stadion, Heerenveen Toeschouwers: 12.000 Arbiter: Oostrom |                                                                                   |           |             | Van der Hart, Ali, Van Beek 70' ( Nunumete), Bochniewicz 32' 46' ( Van Ottele), Köhlert, Brouwers, Haye, Olsson, Nunnely 60' ( Witteveen), Van Amersfoort 46' ( Karlsbakk), Tahiri 60' ( Van Ee) RESERVEBANK: Noppert, Bekkema, Hall, Webster, Braude, Wålemark | De Boer, Lathouwers, Ketting , R. Janssen 46' ( Timber), S. Janssen 45' 72' ( Rutten), Sierra, Kluskens 46' ( Klaasen), Smans 60' ( Sedláček), Kaastrup 33', Kosidis 60' ( Doesburg), Allouch RESERVEBANK: Craenmehr, Schrick, Henderikx, Dirks, Odriss, Berden, Hegi |  |
| Bijz.: VVV uitgeschakeld in de beker.                                          |                                                                                   |           |             | | |  |

## Oefenwedstrijden

### Voorbereiding
| zaterdag 8 juli 2023, 13:00           | VVV-Venlo  | 1-3 (1-2) | Team VVCS                                  | Opstelling VVV-Venlo | Opstelling Team VVCS |  |
| Stadion: Sportpark "Ter Horst", Horst | Allouch 2' |           | 23' (pen.) Sanoh 31' Sanoh 56' El Ghamarti | Van der Gouw 46' ( Craenmehr), Lathouwers 46' ( Matondo), Ketting 46' ( Timber), Dirks 46' ( Henderikx ), S. Janssen 46' ( Martens-Fleurkens), Mehler 46' ( Van Zutphen), Kluskens 46' ( Odriss), Smans 46' ( Ahamad), Yaşar 46' ( Hegi), Venema 46' ( Thier), Allouch 46' ( Bartu) RESERVEBANK: Schrick | Agyei ' ( Ghiraw), Van Blerk ' ( Muamba), Görgülü ' ( Asante), Buwalda ' ( Rier), D'Fonseca ' ( Neral), Van Mameren ' ( Van Wort), Broekhuizen ' ( Kizito), Daouameur ' ( Lopes Mendes), Sanoh ' ( El Ghamarti), Bouchnafa ' ( Jalu), Bouali ' ( Nuñez Macedo) |  |
| Stadion: Sportpark "Ter Horst", Horst |            |           |                                            | Van der Gouw 46' ( Craenmehr), Lathouwers 46' ( Matondo), Ketting 46' ( Timber), Dirks 46' ( Henderikx ), S. Janssen 46' ( Martens-Fleurkens), Mehler 46' ( Van Zutphen), Kluskens 46' ( Odriss), Smans 46' ( Ahamad), Yaşar 46' ( Hegi), Venema 46' ( Thier), Allouch 46' ( Bartu) RESERVEBANK: Schrick | Agyei ' ( Ghiraw), Van Blerk ' ( Muamba), Görgülü ' ( Asante), Buwalda ' ( Rier), D'Fonseca ' ( Neral), Van Mameren ' ( Van Wort), Broekhuizen ' ( Kizito), Daouameur ' ( Lopes Mendes), Sanoh ' ( El Ghamarti), Bouchnafa ' ( Jalu), Bouali ' ( Nuñez Macedo) |  |
| Stadion: Sportpark "Ter Horst", Horst |            |           |                                            | Van der Gouw 46' ( Craenmehr), Lathouwers 46' ( Matondo), Ketting 46' ( Timber), Dirks 46' ( Henderikx ), S. Janssen 46' ( Martens-Fleurkens), Mehler 46' ( Van Zutphen), Kluskens 46' ( Odriss), Smans 46' ( Ahamad), Yaşar 46' ( Hegi), Venema 46' ( Thier), Allouch 46' ( Bartu) RESERVEBANK: Schrick | Agyei ' ( Ghiraw), Van Blerk ' ( Muamba), Görgülü ' ( Asante), Buwalda ' ( Rier), D'Fonseca ' ( Neral), Van Mameren ' ( Van Wort), Broekhuizen ' ( Kizito), Daouameur ' ( Lopes Mendes), Sanoh ' ( El Ghamarti), Bouchnafa ' ( Jalu), Bouali ' ( Nuñez Macedo) |  |
| Bijz.: Yaşar speelt op proef mee.     |            |           |                                            | | |  |

| woensdag 12 juli 2023, 16:00                     | VVV-Venlo  | 1-2 (1-0) | Jong AZ                          | Opstelling VVV-Venlo | Opstelling Jong AZ                                                                                          |  |
| Stadion: Sportpark "Ter Horst", Horst            | Venema 11' |           | 68' Griffith 86' (pen.) Reverson | Craenmehr, Lathouwers 60' ( Matondo), Ketting 60' ( Dirks), Henderikx 60' ( R. Janssen ), S. Janssen 60' ( Rutten), Kluskens 60' ( Van Zutphen), Odriss 46' ( Mehler), Smans 60' ( Ahamad), Bartu 46' ( Thier), Venema 60' ( Berden), Allouch 60' ( Hegi) RESERVEBANK: Schrick, Martens-Fleurkens | Kuijsten, Stam, Berkhout , Engel, Esajas, Twisk, Griffith, Kerssens, Kewal, Ure, Daal RESERVEBANK: Reverson |  |
| Stadion: Sportpark "Ter Horst", Horst            |            |           |                                  | Craenmehr, Lathouwers 60' ( Matondo), Ketting 60' ( Dirks), Henderikx 60' ( R. Janssen ), S. Janssen 60' ( Rutten), Kluskens 60' ( Van Zutphen), Odriss 46' ( Mehler), Smans 60' ( Ahamad), Bartu 46' ( Thier), Venema 60' ( Berden), Allouch 60' ( Hegi) RESERVEBANK: Schrick, Martens-Fleurkens | Kuijsten, Stam, Berkhout , Engel, Esajas, Twisk, Griffith, Kerssens, Kewal, Ure, Daal RESERVEBANK: Reverson |  |
| Stadion: Sportpark "Ter Horst", Horst            |            |           |                                  | Craenmehr, Lathouwers 60' ( Matondo), Ketting 60' ( Dirks), Henderikx 60' ( R. Janssen ), S. Janssen 60' ( Rutten), Kluskens 60' ( Van Zutphen), Odriss 46' ( Mehler), Smans 60' ( Ahamad), Bartu 46' ( Thier), Venema 60' ( Berden), Allouch 60' ( Hegi) RESERVEBANK: Schrick, Martens-Fleurkens | Kuijsten, Stam, Berkhout , Engel, Esajas, Twisk, Griffith, Kerssens, Kewal, Ure, Daal RESERVEBANK: Reverson |  |
| Bijz.: R. Janssen en Rutten spelen op proef mee. |            |           |                                  | | |  |

| zaterdag 15 juli 2023, 16:00                     | VVV-Venlo | 0-1 (0-1) | FC Viktoria Köln 1904   | Opstelling VVV-Venlo | Opstelling FC Viktoria Köln 1904 |  |
| Stadion: Sportpark "Kerkebos", Swolgen           |           |           | 30' (pen.) Koronkiewicz | De Boer, Lathouwers 62' ( Matondo), Ketting 62' ( Van Zutphen), Henderikx 62' ( Dirks), R. Janssen 46' ( Odriss), Rutten 62' ( Mehler), Kluskens 62' ( Martens-Fleurkens), Smans 62' ( Ahamad), Venema 62' ( Hegi), Allouch 62' ( Thier), Bartu 60' RESERVEBANK: Craenmehr, Schrick | Bördner, Schultz 63' ( Amaniampong), Fritz 63' ( Lorch), Greger 63' ( Kubatta), Koronkiewicz 46' ( Sticker), Russo 63' ( Engelhardt), Henning 46' ( Bogićević), May 63' ( Handle), Philipp 46' ( Lankford), Mustafa 63' ( Becker), Marseiler 80' ( Udelhoven) |  |
| Stadion: Sportpark "Kerkebos", Swolgen           |           |           |                         | De Boer, Lathouwers 62' ( Matondo), Ketting 62' ( Van Zutphen), Henderikx 62' ( Dirks), R. Janssen 46' ( Odriss), Rutten 62' ( Mehler), Kluskens 62' ( Martens-Fleurkens), Smans 62' ( Ahamad), Venema 62' ( Hegi), Allouch 62' ( Thier), Bartu 60' RESERVEBANK: Craenmehr, Schrick | Bördner, Schultz 63' ( Amaniampong), Fritz 63' ( Lorch), Greger 63' ( Kubatta), Koronkiewicz 46' ( Sticker), Russo 63' ( Engelhardt), Henning 46' ( Bogićević), May 63' ( Handle), Philipp 46' ( Lankford), Mustafa 63' ( Becker), Marseiler 80' ( Udelhoven) |  |
| Stadion: Sportpark "Kerkebos", Swolgen           |           |           |                         | De Boer, Lathouwers 62' ( Matondo), Ketting 62' ( Van Zutphen), Henderikx 62' ( Dirks), R. Janssen 46' ( Odriss), Rutten 62' ( Mehler), Kluskens 62' ( Martens-Fleurkens), Smans 62' ( Ahamad), Venema 62' ( Hegi), Allouch 62' ( Thier), Bartu 60' RESERVEBANK: Craenmehr, Schrick | Bördner, Schultz 63' ( Amaniampong), Fritz 63' ( Lorch), Greger 63' ( Kubatta), Koronkiewicz 46' ( Sticker), Russo 63' ( Engelhardt), Henning 46' ( Bogićević), May 63' ( Handle), Philipp 46' ( Lankford), Mustafa 63' ( Becker), Marseiler 80' ( Udelhoven) |  |
| Bijz.: R. Janssen en Rutten spelen op proef mee. |           |           |                         | | |  |

| zaterdag 22 juli 2023, 14:00                      | Rot-Weiß Oberhausen |  | VVV-Venlo | Opstelling Rot-Weiß Oberhausen | Opstelling VVV-Venlo |
| Stadion: Stadion Niederrhein, Oberhausen          |                     |  |           |                                |                      |
|                                                   |                     |  |           |                                |                      |
|                                                   |                     |  |           |                                |                      |
| Bijz.: Oorspronkelijk ingepland, later geschrapt. |                     |  |           |                                |                      |

| zaterdag 22 juli 2023, 18:00                                                                             | VVV-Venlo   | 1-3 (1-0) | DSC Arminia Bielefeld              | Opstelling VVV-Venlo | Opstelling DSC Arminia Bielefeld |  |
| Stadion: Sportpark "Kerkebos", Swolgen Toeschouwers: 0 (niet toegankelijk voor publiek) Arbiter: Velings | Allouch 30' |           | 50' Klos 59' Biankadi 77' Belkahia | De Boer, Lathouwers, Ketting , R. Janssen 70' ( Henderikx), S. Janssen, Rutten 70' ( Odriss), Kluskens, Smans, Bartu 78' ( Hegi), Venema 84' ( Thier), Allouch 59' 84' ( Ahamad) RESERVEBANK: Craenmehr, Schrick, Matondo, Dirks, Van Zutphen, Mehler, Martens-Fleurkens | Kersken, Özkan, Schneider, Belkahia, Lannert 63' ( Oppie), Schreck 88' ( Obermeyer), Großer 46' ( Mizuta 59'), Biankadi, Shipnoski 62' ( Wintzheimer), Klos 72' ( Koch), Yıldırım 88' ( Cherny) RESERVEBANK: Oppermann, Schepp, Kiewitt, Nezir, Möllers |  |
| Stadion: Sportpark "Kerkebos", Swolgen Toeschouwers: 0 (niet toegankelijk voor publiek) Arbiter: Velings |             |           |                                    | De Boer, Lathouwers, Ketting , R. Janssen 70' ( Henderikx), S. Janssen, Rutten 70' ( Odriss), Kluskens, Smans, Bartu 78' ( Hegi), Venema 84' ( Thier), Allouch 59' 84' ( Ahamad) RESERVEBANK: Craenmehr, Schrick, Matondo, Dirks, Van Zutphen, Mehler, Martens-Fleurkens | Kersken, Özkan, Schneider, Belkahia, Lannert 63' ( Oppie), Schreck 88' ( Obermeyer), Großer 46' ( Mizuta 59'), Biankadi, Shipnoski 62' ( Wintzheimer), Klos 72' ( Koch), Yıldırım 88' ( Cherny) RESERVEBANK: Oppermann, Schepp, Kiewitt, Nezir, Möllers |  |
| Stadion: Sportpark "Kerkebos", Swolgen Toeschouwers: 0 (niet toegankelijk voor publiek) Arbiter: Velings |             |           |                                    | De Boer, Lathouwers, Ketting , R. Janssen 70' ( Henderikx), S. Janssen, Rutten 70' ( Odriss), Kluskens, Smans, Bartu 78' ( Hegi), Venema 84' ( Thier), Allouch 59' 84' ( Ahamad) RESERVEBANK: Craenmehr, Schrick, Matondo, Dirks, Van Zutphen, Mehler, Martens-Fleurkens | Kersken, Özkan, Schneider, Belkahia, Lannert 63' ( Oppie), Schreck 88' ( Obermeyer), Großer 46' ( Mizuta 59'), Biankadi, Shipnoski 62' ( Wintzheimer), Klos 72' ( Koch), Yıldırım 88' ( Cherny) RESERVEBANK: Oppermann, Schepp, Kiewitt, Nezir, Möllers |  |
| Bijz.: R. Janssen en Rutten spelen op proef mee.                                                         |             |           |                                    | | |  |

| dinsdag 25 juli 2023, 14:00                                                             | VVV-Venlo | 0-2 (0-0) | TOP Oss                              | Opstelling VVV-Venlo | Opstelling TOP Oss |  |
| Stadion: Sportpark "Kerkebos", Swolgen Toeschouwers: 0 (niet toegankelijk voor publiek) |           |           | 70' Doumtsios 78' (pen.) Allemeersch | Craenmehr, Matondo 64' ( Bartu), Dirks, Henderikx , Martens-Fleurkens, Mehler 83' ( Kessels), Van Zutphen 73' ( Bongaerts), Odriss 83' ( Valerio), Ahamad 83' ( Braem), Thier 73' ( Toppenberg), Hegi 83' ( Willemssen) RESERVEBANK: Schrick | Havekotte, Gertsen, Cox, Lambrix , Kuijpers, Gündüz, Dekker, Van Leeuwen, Allemeersch, Van Peer, Ladan RESERVEBANK: Van Meurs, Schouten, Pata, Mac-Intosch, Van Eijma, Pavlidis, Hernández, Mulder, Rehmi, Doumtsios |  |
| Stadion: Sportpark "Kerkebos", Swolgen Toeschouwers: 0 (niet toegankelijk voor publiek) |           |           |                                      | Craenmehr, Matondo 64' ( Bartu), Dirks, Henderikx , Martens-Fleurkens, Mehler 83' ( Kessels), Van Zutphen 73' ( Bongaerts), Odriss 83' ( Valerio), Ahamad 83' ( Braem), Thier 73' ( Toppenberg), Hegi 83' ( Willemssen) RESERVEBANK: Schrick | Havekotte, Gertsen, Cox, Lambrix , Kuijpers, Gündüz, Dekker, Van Leeuwen, Allemeersch, Van Peer, Ladan RESERVEBANK: Van Meurs, Schouten, Pata, Mac-Intosch, Van Eijma, Pavlidis, Hernández, Mulder, Rehmi, Doumtsios |  |
| Stadion: Sportpark "Kerkebos", Swolgen Toeschouwers: 0 (niet toegankelijk voor publiek) |           |           |                                      | Craenmehr, Matondo 64' ( Bartu), Dirks, Henderikx , Martens-Fleurkens, Mehler 83' ( Kessels), Van Zutphen 73' ( Bongaerts), Odriss 83' ( Valerio), Ahamad 83' ( Braem), Thier 73' ( Toppenberg), Hegi 83' ( Willemssen) RESERVEBANK: Schrick | Havekotte, Gertsen, Cox, Lambrix , Kuijpers, Gündüz, Dekker, Van Leeuwen, Allemeersch, Van Peer, Ladan RESERVEBANK: Van Meurs, Schouten, Pata, Mac-Intosch, Van Eijma, Pavlidis, Hernández, Mulder, Rehmi, Doumtsios |  |
|                                                                                         |           |           |                                      | | |  |

| vrijdag 28 juli 2023, 16:00                                                                             | ADO Den Haag    | 1-1 (1-1) | VVV-Venlo  | Opstelling ADO Den Haag | Opstelling VVV-Venlo |  |
| Stadion: Sportpark RKSV Driel, Driel Toeschouwers: 0 (niet toegankelijk voor publiek) Arbiter: De Goeij | Komljenović 26' |           | 11' Sierra | Wentges, Asante 86' ( Ates), Absalem 75' ( Gustina), Waem 36' ( Werker), Koudossou, Klas, Komljenović, Sürmeli , Sellouki, Struick 62' ( El Hannoudi), R. Esajas 62' ( Velland) | De Boer, Rutten, Ketting , R. Janssen, S. Janssen, Kluskens, Smans, Sierra 61' ( Bartu), Simon 53' ( Lathouwers), Venema 61' ( Berden), Allouch 75' ( Thier) |  |
| Stadion: Sportpark RKSV Driel, Driel Toeschouwers: 0 (niet toegankelijk voor publiek) Arbiter: De Goeij |                 |           |            | Wentges, Asante 86' ( Ates), Absalem 75' ( Gustina), Waem 36' ( Werker), Koudossou, Klas, Komljenović, Sürmeli , Sellouki, Struick 62' ( El Hannoudi), R. Esajas 62' ( Velland) | De Boer, Rutten, Ketting , R. Janssen, S. Janssen, Kluskens, Smans, Sierra 61' ( Bartu), Simon 53' ( Lathouwers), Venema 61' ( Berden), Allouch 75' ( Thier) |  |
| Stadion: Sportpark RKSV Driel, Driel Toeschouwers: 0 (niet toegankelijk voor publiek) Arbiter: De Goeij |                 |           |            | Wentges, Asante 86' ( Ates), Absalem 75' ( Gustina), Waem 36' ( Werker), Koudossou, Klas, Komljenović, Sürmeli , Sellouki, Struick 62' ( El Hannoudi), R. Esajas 62' ( Velland) | De Boer, Rutten, Ketting , R. Janssen, S. Janssen, Kluskens, Smans, Sierra 61' ( Bartu), Simon 53' ( Lathouwers), Venema 61' ( Berden), Allouch 75' ( Thier) |  |
| Bijz.: Simon, R. Janssen, Rutten spelen op proef mee.                                                   |                 |           |            | | |  |

| zaterdag 5 augustus 2023, 17:00                                                                          | VVV-Venlo               | 2-3 (1-1) | Fortuna Sittard                               | Opstelling VVV-Venlo | Opstelling Fortuna Sittard |  |
| Stadion: Stadion De Koel, Venlo Toeschouwers: 2.556 Arbiter: Pérez                                       | Kosidis 32' Ketting 83' |           | 11' (pen.) Gladon 73' (pen.) Gladon 81' Bulut | De Boer, Lathouwers, Ketting , R. Janssen 69' ( Henderikx), S. Janssen, Kluskens 78' 87' ( Thier), Sierra 61' ( Simon), Smans, Venema, Kosidis 69' ( Bartu), Allouch RESERVEBANK: Craenmehr, Schrick, Timber, Rutten, Odriss, Mehler, Matondo, Hegi | Koopmans, Markelo 46' ( Sayadi), Fofana, Nieling, Embaló 90' ( De Jong), Özyakup 46' ( Ferati 85'), Radić, Belkheir 69' ( Schenkhuizen), Robberechts 80' ( Bulut), Gladon, Taşçı 88' ( El Gardoui) RESERVEBANK: Hendriks |  |
| Stadion: Stadion De Koel, Venlo Toeschouwers: 2.556 Arbiter: Pérez                                       |                         |           |                                               | De Boer, Lathouwers, Ketting , R. Janssen 69' ( Henderikx), S. Janssen, Kluskens 78' 87' ( Thier), Sierra 61' ( Simon), Smans, Venema, Kosidis 69' ( Bartu), Allouch RESERVEBANK: Craenmehr, Schrick, Timber, Rutten, Odriss, Mehler, Matondo, Hegi | Koopmans, Markelo 46' ( Sayadi), Fofana, Nieling, Embaló 90' ( De Jong), Özyakup 46' ( Ferati 85'), Radić, Belkheir 69' ( Schenkhuizen), Robberechts 80' ( Bulut), Gladon, Taşçı 88' ( El Gardoui) RESERVEBANK: Hendriks |  |
| Stadion: Stadion De Koel, Venlo Toeschouwers: 2.556 Arbiter: Pérez                                       |                         |           |                                               | De Boer, Lathouwers, Ketting , R. Janssen 69' ( Henderikx), S. Janssen, Kluskens 78' 87' ( Thier), Sierra 61' ( Simon), Smans, Venema, Kosidis 69' ( Bartu), Allouch RESERVEBANK: Craenmehr, Schrick, Timber, Rutten, Odriss, Mehler, Matondo, Hegi | Koopmans, Markelo 46' ( Sayadi), Fofana, Nieling, Embaló 90' ( De Jong), Özyakup 46' ( Ferati 85'), Radić, Belkheir 69' ( Schenkhuizen), Robberechts 80' ( Bulut), Gladon, Taşçı 88' ( El Gardoui) RESERVEBANK: Hendriks |  |
| Bijz.: Fortuna Sittard wint 19e editie Herman Teeuwen Memorial. Simon en R. Janssen spelen op proef mee. |                         |           |                                               | | |  |

### Tijdens het seizoen
| dinsdag 26 september 2023, 13:00                                                        | VVV-Venlo  | 1-2 (1-2) | FC Schalke 04 U23            | Opstelling VVV-Venlo | Opstelling FC Schalke 04 U23 |  |
| Stadion: Sportpark "Kerkebos", Swolgen Toeschouwers: 0 (niet toegankelijk voor publiek) | 36' (e.d.) |           | 18' Bokake 44' (pen.) Balouk | Craenmehr, Lathouwers, Timber 72' ( Dailoski), Henderikx 87' ( Marguaa), Dirks 65' ( Matondo), Sedláček 87' ( Meeuwissen), Klaasen 72' ( Braem), Odriss, Berden 72' ( Toppenberg), Doesburg 72' ( Thier), Hegi 65' ( Bartu) | Paris, Anubodem, Boboy, Schmidt, Heiserholt, Bokake, Balouk, Meisel, Tonye, Krasniqi, Amadin RESERVEBANK: Kopf, Ivan, Acurero, Kaparos, Tchadjobo, Pöpperl, Müller, Mutluer |  |
| Stadion: Sportpark "Kerkebos", Swolgen Toeschouwers: 0 (niet toegankelijk voor publiek) |            |           |                              | Craenmehr, Lathouwers, Timber 72' ( Dailoski), Henderikx 87' ( Marguaa), Dirks 65' ( Matondo), Sedláček 87' ( Meeuwissen), Klaasen 72' ( Braem), Odriss, Berden 72' ( Toppenberg), Doesburg 72' ( Thier), Hegi 65' ( Bartu) | Paris, Anubodem, Boboy, Schmidt, Heiserholt, Bokake, Balouk, Meisel, Tonye, Krasniqi, Amadin RESERVEBANK: Kopf, Ivan, Acurero, Kaparos, Tchadjobo, Pöpperl, Müller, Mutluer |  |
| Stadion: Sportpark "Kerkebos", Swolgen Toeschouwers: 0 (niet toegankelijk voor publiek) |            |           |                              | Craenmehr, Lathouwers, Timber 72' ( Dailoski), Henderikx 87' ( Marguaa), Dirks 65' ( Matondo), Sedláček 87' ( Meeuwissen), Klaasen 72' ( Braem), Odriss, Berden 72' ( Toppenberg), Doesburg 72' ( Thier), Hegi 65' ( Bartu) | Paris, Anubodem, Boboy, Schmidt, Heiserholt, Bokake, Balouk, Meisel, Tonye, Krasniqi, Amadin RESERVEBANK: Kopf, Ivan, Acurero, Kaparos, Tchadjobo, Pöpperl, Müller, Mutluer |  |
|                                                                                         |            |           |                              | | |  |

| zondag 7 januari 2024, 13:00 | Lommel SK | 0-3 (0-0) | VVV-Venlo                                | Opstelling Lommel SK | Opstelling VVV-Venlo |  |
| Stadion: Soevereinstadion, Lommel Toeschouwers: 0 (niet toegankelijk voor publiek) |           |           | 72' Doesburg 88' Doesburg 106' Verheijen | De Busser 40' ( Ivezić 80' ( Di Bartolo)), Aguilar 61' ( Santos), Wuytens 48' ( Banguera), Wouters 61' ( Vanhoof 80' ( Franssen)), De Grand 48' ( Nizet), Schoofs 61' ( McGrath), Dermane 61' ( Henkens), Granell 61' ( Gordić), Talvitie 61' ( Lalić), Sales 61' ( Mijović 108' ( Nieki 118' ( Vanhoof))), Vancsa 61' ( Letsosa) | De Boer 61' ( Craenmehr), Lathouwers 61' ( Matondo 107' ( Meeuwissen)), Ketting 61' ( Timber), R. Janssen 61' ( Van Zutphen), S. Janssen 61' ( Dirks), Sedláček 61' ( Kluskens), Sierra 61' ( Klaasen ), Odriss 61' ( Hegi), Berden 61' ( Toppenberg), Kosidis 61' ( Doesburg), Kaastrup 61' ( Verheijen) RESERVEBANK: Schrick, Henderikx, Braem |  |
| Stadion: Soevereinstadion, Lommel Toeschouwers: 0 (niet toegankelijk voor publiek) |           |           |                                          | De Busser 40' ( Ivezić 80' ( Di Bartolo)), Aguilar 61' ( Santos), Wuytens 48' ( Banguera), Wouters 61' ( Vanhoof 80' ( Franssen)), De Grand 48' ( Nizet), Schoofs 61' ( McGrath), Dermane 61' ( Henkens), Granell 61' ( Gordić), Talvitie 61' ( Lalić), Sales 61' ( Mijović 108' ( Nieki 118' ( Vanhoof))), Vancsa 61' ( Letsosa) | De Boer 61' ( Craenmehr), Lathouwers 61' ( Matondo 107' ( Meeuwissen)), Ketting 61' ( Timber), R. Janssen 61' ( Van Zutphen), S. Janssen 61' ( Dirks), Sedláček 61' ( Kluskens), Sierra 61' ( Klaasen ), Odriss 61' ( Hegi), Berden 61' ( Toppenberg), Kosidis 61' ( Doesburg), Kaastrup 61' ( Verheijen) RESERVEBANK: Schrick, Henderikx, Braem |  |
| Stadion: Soevereinstadion, Lommel Toeschouwers: 0 (niet toegankelijk voor publiek) |           |           |                                          | De Busser 40' ( Ivezić 80' ( Di Bartolo)), Aguilar 61' ( Santos), Wuytens 48' ( Banguera), Wouters 61' ( Vanhoof 80' ( Franssen)), De Grand 48' ( Nizet), Schoofs 61' ( McGrath), Dermane 61' ( Henkens), Granell 61' ( Gordić), Talvitie 61' ( Lalić), Sales 61' ( Mijović 108' ( Nieki 118' ( Vanhoof))), Vancsa 61' ( Letsosa) | De Boer 61' ( Craenmehr), Lathouwers 61' ( Matondo 107' ( Meeuwissen)), Ketting 61' ( Timber), R. Janssen 61' ( Van Zutphen), S. Janssen 61' ( Dirks), Sedláček 61' ( Kluskens), Sierra 61' ( Klaasen ), Odriss 61' ( Hegi), Berden 61' ( Toppenberg), Kosidis 61' ( Doesburg), Kaastrup 61' ( Verheijen) RESERVEBANK: Schrick, Henderikx, Braem |  |
| Bijz.: Oorspronkelijke speellocatie: Stadion De Koel in Venlo. Vanwege onbespeelbaar veld door hevige regenval is er uitgeweken naar Lommel. Wedstrijd gespeeld over 120 minuten (vier keer 30 minuten). |           |           |                                          | | |  |

## Statistieken

### Eindstand VVV-Venlo in Eerste divisie 2023/2024
| Stand | Gespeeld | Gewonnen | Gelijk | Verloren | Punten | Doelpunten voor | Doelpunten tegen | Gele kaarten | Rode kaarten |
| ----- | -------- | -------- | ------ | -------- | ------ | --------------- | ---------------- | ------------ | ------------ |
| 12e   | 38       | 13       | 9      | 16       | 48     | 53              | 58               | 56           | 5            |

### Stand, punten en doelpunten per speelronde 2023/2024
| Speelronde                            | 1   | 2   | 3   | 4  | 5  | 6  | 7  | 8  | 9  | 10 | 11 | 12 | 13  | 14 | 15 | 16  | 17  | 18  | 19  | 20  | 21  | 22 | 23 | 24 | 25 | 26  | 27  | 28  | 29 | 30 | 31  | 32  | 33  | 34  | 35  | 36  | 37  | 38  | Totaal |
| ------------------------------------- | --- | --- | --- | -- | -- | -- | -- | -- | -- | -- | -- | -- | --- | -- | -- | --- | --- | --- | --- | --- | --- | -- | -- | -- | -- | --- | --- | --- | -- | -- | --- | --- | --- | --- | --- | --- | --- | --- | ------ |
| Aantal punten per speelronde          | 0   | 1   | 3   | 3  | 3  | 3  | 1  | 0  | 0  | 1  | 3  | 1  | 1   | 3  | 0  | 0   | 0   | 3   | 0   | 3   | 1   | 3  | 0  | 3  | 1  | 0   | 1   | 1   | 3  | 0  | 0   | 3   | 0   | 0   | 0   | 0   | 3   | 0   | 48     |
| Aantal punten na speelronde           | 0   | 1   | 4   | 7  | 10 | 13 | 14 | 14 | 14 | 15 | 18 | 19 | 20  | 23 | 23 | 23  | 23  | 26  | 26  | 29  | 30  | 33 | 33 | 36 | 37 | 37  | 38  | 39  | 42 | 42 | 42  | 45  | 45  | 45  | 45  | 45  | 48  | 48  | 48     |
| Stand na speelronde                   | 18e | 16e | 10e | 6e | 3e | 2e | 2e | 5e | 8e | 6e | 7e | 8e | 10e | 7e | 7e | 10e | 13e | 11e | 12e | 11e | 11e | 9e | 9e | 7e | 8e | 10e | 10e | 11e | 9e | 9e | 11e | 10e | 11e | 11e | 13e | 13e | 12e | 12e | 12e    |
| Aantal doelpunten per speelronde      | 1   | 2   | 4   | 2  | 2  | 3  | 0  | 0  | 0  | 1  | 2  | 2  | 2   | 2  | 1  | 1   | 1   | 3   | 1   | 2   | 0   | 2  | 0  | 3  | 3  | 0   | 2   | 1   | 2  | 0  | 0   | 2   | 1   | 0   | 1   | 2   | 2   | 0   | 53     |
| Aantal tegendoelpunten per speelronde | 3   | 2   | 1   | 0  | 1  | 1  | 0  | 4  | 3  | 1  | 1  | 2  | 2   | 0  | 3  | 2   | 2   | 1   | 2   | 1   | 0   | 1  | 3  | 2  | 3  | 1   | 2   | 1   | 0  | 1  | 2   | 0   | 2   | 1   | 2   | 3   | 0   | 2   | 58     |
| Aantal gele kaarten per speelronde    | 0   | 3   | 1   | 2  | 2  | 2  | 2  | 1  | 1  | 1  | 1  | 2  | 1   | 2  | 3  | 2   | 2   | 1   | 0   | 5   | 0   | 2  | 0  | 0  | 1  | 4   | 0   | 1   | 1  | 1  | 1   | 2   | 3   | 1   | 1   | 1   | 1   | 2   | 56     |

### Statistieken
|                          | Eerste divisie | Totaal    |
| ------------------------ | -------------- | --------- |
| Wedstrijden              | 38 van 38      | 38 van 38 |
| Gewonnen                 | 13 van 38      | 13 van 38 |
| Gelijk                   | 9 van 38       | 9 van 38  |
| Verloren                 | 16 van 38      | 16 van 38 |
| Thuis                    | 19 van 19      | 19 van 19 |
| Uit                      | 19 van 19      | 19 van 19 |
| Gele kaarten             | 56             | 56        |
| Rode kaarten             | 3              | 3         |
| 2 x geel in 1 wedstrijd  | 2              | 2         |
| Aantal wissels toegepast | 158            | 158       |
| Doelpunten voor          | 53             | 53        |
| Doelpunten tegen         | 58             | 58        |
| Doelsaldo                | -5             | -5        |
| De nul gehouden          | 7              | 7         |
| Strafschoppen voor       | 3              | 3         |
| Strafschoppen tegen      | 5              | 5         |

Legenda
- W Wedstrijden
- Doelpunt
- Gele kaart
- 2x gele kaart in 1 wedstrijd
- Rode kaart

| Nat.                 | Spelersnaam       | Eerste divisie | Eerste divisie | Eerste divisie | Eerste divisie | Eerste divisie |  | KNVB Beker | KNVB Beker | KNVB Beker | KNVB Beker | KNVB Beker |  | Play-offs | Play-offs | Play-offs | Play-offs | Play-offs |  | Totaal | Totaal | Totaal | Totaal | Totaal |
| -------------------- | ----------------- | -------------- | -------------- | -------------- | -------------- | -------------- |  | ---------- | ---------- | ---------- | ---------- | ---------- |  | --------- | --------- | --------- | --------- | --------- |  | ------ | ------ | ------ | ------ | ------ |
| Nat.                 | Spelersnaam       | W              |                |                |                |                |  | W          |            |            |            |            |  | W         |           |           |           |           |  | W      |        |        |        |        |
| Keepers              |                   |                |                |                |                |                |  |            |            |            |            |            |  |           |           |           |           |           |  |        |        |        |        |        |
| Vlag van Nederland   | Jan de Boer       | 23             | 0              | 1              | 0              | 1              |  | 1          | 0          | 0          | 0          | 0          |  | 0         | 0         | 0         | 0         | 0         |  | 24     | 0      | 1      | 0      | 1      |
| Vlag van Nederland   | Jens Craenmehr    | 1              | 0              | 0              | 0              | 0              |  | 0          | 0          | 0          | 0          | 0          |  | 0         | 0         | 0         | 0         | 0         |  | 1      | 0      | 0      | 0      | 0      |
| Vlag van Nederland   | Delano van Crooij | 15             | 0              | 0              | 0              | 0              |  | 0          | 0          | 0          | 0          | 0          |  | 0         | 0         | 0         | 0         | 0         |  | 15     | 0      | 0      | 0      | 0      |
| Vlag van Duitsland   | Tim Schrick       | 0              | 0              | 0              | 0              | 0              |  | 0          | 0          | 0          | 0          | 0          |  | 0         | 0         | 0         | 0         | 0         |  | 0      | 0      | 0      | 0      | 0      |
| Verdediging          |                   |                |                |                |                |                |  |            |            |            |            |            |  |           |           |           |           |           |  |        |        |        |        |        |
| Vlag van Nederland   | Sem Dirks         | 0              | 0              | 0              | 0              | 0              |  | 0          | 0          | 0          | 0          | 0          |  | 0         | 0         | 0         | 0         | 0         |  | 0      | 0      | 0      | 0      | 0      |
| Vlag van Nederland   | Stan Henderikx    | 13             | 0              | 0              | 0              | 0              |  | 0          | 0          | 0          | 0          | 0          |  | 0         | 0         | 0         | 0         | 0         |  | 13     | 0      | 0      | 0      | 0      |
| Vlag van Nederland   | Roel Janssen      | 29             | 0              | 9              | 1              | 0              |  | 1          | 0          | 0          | 0          | 0          |  | 0         | 0         | 0         | 0         | 0         |  | 30     | 0      | 9      | 1      | 0      |
| Vlag van Nederland   | Simon Janssen     | 37             | 2              | 5              | 0              | 0              |  | 1          | 0          | 1          | 0          | 0          |  | 0         | 0         | 0         | 0         | 0         |  | 38     | 2      | 6      | 0      | 0      |
| Vlag van Nederland   | Rick Ketting      | 37             | 5              | 5              | 0              | 0              |  | 1          | 0          | 0          | 0          | 0          |  | 0         | 0         | 0         | 0         | 0         |  | 38     | 5      | 5      | 0      | 0      |
| Vlag van Nederland   | Robin Lathouwers  | 20             | 1              | 1              | 0              | 0              |  | 1          | 0          | 0          | 0          | 0          |  | 0         | 0         | 0         | 0         | 0         |  | 21     | 1      | 1      | 0      | 0      |
| Vlag van Duitsland   | Slone Matondo     | 0              | 0              | 0              | 0              | 0              |  | 0          | 0          | 0          | 0          | 0          |  | 0         | 0         | 0         | 0         | 0         |  | 0      | 0      | 0      | 0      | 0      |
| Vlag van Nederland   | Moreno Rutten     | 26             | 0              | 4              | 0              | 0              |  | 1          | 0          | 0          | 0          | 0          |  | 0         | 0         | 0         | 0         | 0         |  | 27     | 0      | 4      | 0      | 0      |
| Vlag van Curaçao     | Dylan Timber      | 14             | 1              | 2              | 0              | 0              |  | 1          | 0          | 0          | 0          | 0          |  | 0         | 0         | 0         | 0         | 0         |  | 15     | 1      | 2      | 0      | 0      |
| Vlag van Nederland   | Diego van Zutphen | 12             | 0              | 1              | 0              | 0              |  | 0          | 0          | 0          | 0          | 0          |  | 0         | 0         | 0         | 0         | 0         |  | 12     | 0      | 1      | 0      | 0      |
| Middenveld           |                   |                |                |                |                |                |  |            |            |            |            |            |  |           |           |           |           |           |  |        |        |        |        |        |
| Vlag van Nederland   | Robert Klaasen    | 15             | 0              | 3              | 0              | 1              |  | 1          | 0          | 0          | 0          | 0          |  | 0         | 0         | 0         | 0         | 0         |  | 16     | 0      | 3      | 0      | 1      |
| Vlag van Nederland   | Joep Kluskens     | 29             | 0              | 3              | 0              | 0              |  | 1          | 0          | 0          | 0          | 0          |  | 0         | 0         | 0         | 0         | 0         |  | 30     | 0      | 3      | 0      | 0      |
| Vlag van Duitsland   | Lennart Mehler    | 0              | 0              | 0              | 0              | 0              |  | 0          | 0          | 0          | 0          | 0          |  | 0         | 0         | 0         | 0         | 0         |  | 0      | 0      | 0      | 0      | 0      |
| Vlag van Nederland   | Mohammed Odriss   | 18             | 0              | 1              | 0              | 0              |  | 0          | 0          | 0          | 0          | 0          |  | 0         | 0         | 0         | 0         | 0         |  | 18     | 0      | 1      | 0      | 0      |
| Vlag van Tsjechië    | Richard Sedláček  | 29             | 1              | 2              | 0              | 1              |  | 1          | 0          | 0          | 0          | 0          |  | 0         | 0         | 0         | 0         | 0         |  | 30     | 1      | 2      | 0      | 1      |
| Vlag van België      | Elias Sierra      | 38             | 3              | 2              | 0              | 0              |  | 1          | 0          | 0          | 0          | 0          |  | 0         | 0         | 0         | 0         | 0         |  | 39     | 3      | 2      | 0      | 0      |
| Vlag van Nederland   | Levi Smans        | 35             | 9              | 4              | 0              | 0              |  | 1          | 0          | 0          | 0          | 0          |  | 0         | 0         | 0         | 0         | 0         |  | 36     | 9      | 4      | 0      | 0      |
| Aanval               |                   |                |                |                |                |                |  |            |            |            |            |            |  |           |           |           |           |           |  |        |        |        |        |        |
| Vlag van Marokko     | Soulyman Allouch  | 17             | 3              | 1              | 0              | 0              |  | 1          | 1          | 0          | 0          | 0          |  | 0         | 0         | 0         | 0         | 0         |  | 18     | 4      | 1      | 0      | 0      |
| Vlag van Turkije     | Berkan Bartu      | 0              | 0              | 0              | 0              | 0              |  | 0          | 0          | 0          | 0          | 0          |  | 0         | 0         | 0         | 0         | 0         |  | 0      | 0      | 0      | 0      | 0      |
| Vlag van Nederland   | Martijn Berden    | 35             | 5              | 3              | 0              | 0              |  | 0          | 0          | 0          | 0          | 0          |  | 0         | 0         | 0         | 0         | 0         |  | 35     | 5      | 3      | 0      | 0      |
| Vlag van Nederland   | Pepijn Doesburg   | 33             | 6              | 4              | 0              | 1              |  | 1          | 0          | 0          | 0          | 0          |  | 0         | 0         | 0         | 0         | 0         |  | 34     | 6      | 4      | 0      | 1      |
| Vlag van Syrië       | Mohamed Hegi      | 4              | 0              | 0              | 0              | 0              |  | 0          | 0          | 0          | 0          | 0          |  | 0         | 0         | 0         | 0         | 0         |  | 4      | 0      | 0      | 0      | 0      |
| Vlag van Denemarken  | Magnus Kaastrup   | 32             | 3              | 2              | 0              | 0              |  | 1          | 0          | 1          | 0          | 0          |  | 0         | 0         | 0         | 0         | 0         |  | 33     | 3      | 3      | 0      | 0      |
| Vlag van Griekenland | Michalis Kosidis  | 34             | 9              | 3              | 0              | 0              |  | 1          | 0          | 0          | 0          | 0          |  | 0         | 0         | 0         | 0         | 0         |  | 35     | 9      | 2      | 0      | 0      |
| Vlag van België      | Milan Robberechts | 10             | 1              | 0              | 0              | 0              |  | 0          | 0          | 0          | 0          | 0          |  | 0         | 0         | 0         | 0         | 0         |  | 10     | 1      | 0      | 0      | 0      |
| Vlag van Suriname    | Melano Thier      | 0              | 0              | 0              | 0              | 0              |  | 0          | 0          | 0          | 0          | 0          |  | 0         | 0         | 0         | 0         | 0         |  | 0      | 0      | 0      | 0      | 0      |
| Vlag van Nederland   | Thijme Verheijen  | 24             | 3              | 0              | 0              | 0              |  | 0          | 0          | 0          | 0          | 0          |  | 0         | 0         | 0         | 0         | 0         |  | 24     | 3      | 0      | 0      | 0      |
| Nat.                 | Spelersnaam       | W              |                |                |                |                |  | W          |            |            |            |            |  | W         |           |           |           |           |  | W      |        |        |        |        |
| Nat.                 | Spelersnaam       | Eerste divisie | Eerste divisie | Eerste divisie | Eerste divisie | Eerste divisie |  | KNVB Beker | KNVB Beker | KNVB Beker | KNVB Beker | KNVB Beker |  | Play-offs | Play-offs | Play-offs | Play-offs | Play-offs |  | Totaal | Totaal | Totaal | Totaal | Totaal |

### Topscorers 2023/2024
| Nr.    | Naam                              | Goal |
| ------ | --------------------------------- | ---- |
| 1.     | Michalis Kosidis                  | 9    |
|        | Levi Smans                        | 9    |
| 3.     | Pepijn Doesburg                   | 6    |
| 4.     | Rick Ketting                      | 5    |
|        | Martijn Berden                    | 5    |
| 6.     | Soulyman Allouch                  | 3    |
|        | Magnus Kaastrup                   | 3    |
|        | Thijme Verheijen                  | 3    |
|        | Elias Sierra                      | 3    |
| 10.    | Simon Janssen                     | 2    |
| 11.    | Dylan Timber                      | 1    |
|        | Robin Lathouwers                  | 1    |
|        | Richard Sedláček                  | 1    |
| 14.    | Milan Robberechts                 | 1    |
| 15.    | Nick Verschuren (Jong Ajax, e.d.) | 1    |
| Totaal | Totaal                            | 53   |

| Nr.    | Naam             | Goal |
| ------ | ---------------- | ---- |
| 1.     | Soulyman Allouch | 1    |
| Totaal | Totaal           | 1    |

| Nr.    | Naam                               | Goal |
| ------ | ---------------------------------- | ---- |
| 1.     | Soulyman Allouch                   | 2    |
|        | Pepijn Doesburg                    | 2    |
| 3.     | Nick Venema                        | 1    |
|        | Elias Sierra                       | 1    |
|        | Michalis Kosidis                   | 1    |
|        | Rick Ketting                       | 1    |
| 7.     | Thijme Verheijen                   | 1    |
| 8.     | Eigen doelpunt (FC Schalke 04 U23) | 1    |
| Totaal | Totaal                             | 10   |

## VVV-Venlo O21
Vanaf het seizoen 2020/21 komen de beloftenteams van alle betaaldvoetbalclubs uit in de nieuw opgerichte O21 competitie. Vorig seizoen promoveerde VVV O21 onder leiding van trainer Joeri Janssen van Divisie 3 naar Divisie 2.

### Wedstrijden

#### Oefenwedstrijden
| Datum             | Wedstrijd                                    | Uitslag |
| ----------------- | -------------------------------------------- | ------- |
| 09-06-2023, 17:30 | VVV-Venlo O21 – VfL Bochum O19               | 0 – 5   |
| 17-06-2023, 12:00 | VVV-Venlo O21 – FC Den Bosch O21             | 3 – 2   |
| 01-07-2023, 15:00 | ADO Den Haag O21 – VVV-Venlo O21             | 5 – 1   |
| 12-08-2023, 14:45 | NAC Breda O21 – VVV-Venlo O21                | 1 – 0   |
| 19-08-2023, 13:00 | VVV-Venlo O21 – KVC Westerlo O21             | 1 – 1   |
| 22-08-2023, 16:30 | VVV-Venlo O21 – MVV Maastricht O21           | 2 – 2   |
| 19-09-2023, 18:30 | De Treffers O21 – VVV-Venlo O21              | 1 – 3   |
| 07-11-2023, 12:00 | VVV-Venlo O21 – FC Eindhoven O21             | 3 – 3   |
| 13-12-2023, 12:00 | VVV-Venlo O21 – Prestige Sports O21          | 5 – 0   |
| 13-01-2024, 13:00 | VVV-Venlo O21 – Lommel SK O21                | 3 – 1   |
| 08-02-2024, 12:00 | VVV-Venlo O21 – Fortuna Sittard O21          | 2 – 1   |
| 17-02-2024, 12:30 | VVV-Venlo O21 – Vitesse Voetbal Academie O21 | 1 – 2   |
| 27-02-2024, 14:00 | VVV-Venlo O21 – Roda JC O21                  | 1 – 1   |
| 30-03-2024, 12:00 | Voetbal Academie N.E.C. O21 – VVV-Venlo O21  | 4 – 1   |
| 25-04-2024, ??:?? | VVV-Venlo O21 – FC Eindhoven O21             | 3 – 2   |

#### Divisie 2-A Najaarscompetitie
| №  | Datum             | Wedstrijd                                    | Uitslag  |
| -- | ----------------- | -------------------------------------------- | -------- |
| 1  | 02-09-2023, 14:45 | Voetbal Academie N.E.C. O21 – VVV-Venlo O21  | afgelast |
| 2  | 09-09-2023, 15:00 | VVV-Venlo O21 – Vitesse Voetbal Academie O21 | 2 – 4    |
| 3  | 16-09-2023, 14:45 | NAC Breda O21 – VVV-Venlo O21                | 2 – 0    |
| 4  | 23-09-2023, 11:30 | FC Dordrecht O21 – VVV-Venlo O21             | 4 – 1    |
| 5  | 30-09-2023, 15:00 | VVV-Venlo O21 – FC Emmen O21                 | 1 – 3    |
| 6  | 07-10-2023, 15:00 | VVV-Venlo O21 – sc Heerenveen O21            | 0 – 3    |
| 7  | 14-10-2023, 14:30 | PEC Zwolle O21 – VVV-Venlo O21               | 3 – 2    |
| 1  | 19-10-2023, 16:00 | Voetbal Academie N.E.C. O21 – VVV-Venlo O21  | 7 – 0    |
| 8  | 28-10-2023, 14:30 | FC Emmen O21 – VVV-Venlo O21                 | 1 – 1    |
| 9  | 04-11-2023, 15:00 | VVV-Venlo O21 – FC Dordrecht O21             | 4 – 1    |
| 10 | 11-11-2023, 15:00 | VVV-Venlo O21 – PEC Zwolle O21               | 1 – 1    |
| 11 | 18-11-2023, 15:00 | sc Heerenveen O21 – VVV-Venlo O21            | 4 – 0    |
| 12 | 25-11-2023, 15:00 | VVV-Venlo O21 – NAC Breda O21                | 1 – 2*   |
| 13 | 02-12-2023, 15:00 | Vitesse Voetbal Academie O21 – VVV-Venlo O21 | 2 – 0    |
| 14 | 09-12-2023, 15:00 | VVV-Venlo O21 – Voetbal Academie N.E.C. O21  | 3 – 5    |

* VVV-Venlo O21 eindigt als 8e (laatste) en degradeert naar Divisie 3

#### Divisie 3-A Voorjaarscompetitie
| №  | Datum             | Wedstrijd                               | Uitslag |
| -- | ----------------- | --------------------------------------- | ------- |
| 1  | 20-01-2024, 14:45 | FC Emmen O21 – VVV-Venlo O21            | 3 – 1   |
| 2  | 27-01-2024, 12:30 | AFC O21 – VVV-Venlo O21                 | 0 – 0   |
| 3  | 03-02-2024, 15:00 | VVV-Venlo O21 – Telstar O21             | 0 – 3   |
| 4  | 24-02-2024, 15:00 | Excelsior Rotterdam O21 – VVV-Venlo O21 | 2 – 1   |
| 5  | 02-03-2024, 15:00 | VVV-Venlo O21 – FC Den Bosch O21        | 3 – 3   |
| 6  | 09-03-2024, 16:15 | FC Eindhoven O21 – VVV-Venlo O21        | 1 – 1   |
| 7  | 16-03-2024, 15:00 | VVV-Venlo O21 – Koninklijke HFC O21     | 0 – 0   |
| 8  | 23-03-2024, 15:00 | FC Den Bosch O21 – VVV-Venlo O21        | 1 – 0   |
| 9  | 06-04-2024, 15:00 | VVV-Venlo O21 – Excelsior Rotterdam O21 | 2 – 1   |
| 10 | 13-04-2024, 12:45 | Koninklijke HFC O21 – VVV-Venlo O21     | 3 – 1   |
| 11 | 20-04-2024, 15:00 | VVV-Venlo O21 – FC Eindhoven O21        | 0 – 6   |
| 12 | 11-05-2024, 15:00 | VVV-Venlo O21 – FC Emmen O21            | 0 – 0*  |
| 13 | 18-05-2024, 15:00 | VVV-Venlo O21 – AFC O21                 | 3 – 1   |
| 14 | 01-06-2024, 14:30 | Telstar O21 – VVV-Venlo O21             | 1 – 1   |

* VVV-Venlo O21 eindigt als 8e (laatste) en degradeert naar Divisie 4

#### KNVB Beker
| № | Datum             | Wedstrijd                     | Uitslag |
| - | ----------------- | ----------------------------- | ------- |
| 1 | 26-08-2023, 15:00 | Willem II O21 – VVV-Venlo O21 | 2 – 1   |

### Selectie 2023-2024
| Keepers                 |                               |            |                  |   |
| Jens Craenmehr *1       | Nederland                     | 30-04-2002 | O21              |   |
| Moritz Kosfeld          | Duitsland                     | 01-03-2004 | KFC Uerdingen 05 |   |
| Tim Schrick *1          | Duitsland                     | 25-09-2003 | O21              |   |
| Zidane Taylan           | Duitsland                     | 26-11-2005 | VVV-Venlo O18    |   |
| Verdedigers             |                               |            |                  |   |
| Quincy Bongaerts        | Nederland                     | 23-10-2005 | VVV-Venlo O18    |   |
| Max Bongers             | Nederland                     | 27-12-2005 | VVV-Venlo O18    |   |
| Glenn Jorge de Bruyn    | Duitsland                     | 20-09-2004 | Santa Cruz FC    |   |
| David Dailoski          | Nederland / Noord-Macedonië   | 26-02-2005 | VVV-Venlo O18    |   |
| Sem Dirks *1            | Nederland                     | 14-03-2001 | O21              |   |
| Stan Henderikx *1       | Nederland                     | 08-07-2003 | O21              |   |
| Jens Jacobs             | Nederland                     | 19-11-2003 | O21              | 2 |
| Tijn Joosten            | Nederland                     | 15-08-2006 | VVV-Venlo O18    |   |
| Milan Lippinkhof        | Nederland                     | 04-01-2003 | O21              |   |
| Ruben Martens-Fleurkens | Duitsland                     | 11-12-2003 | O21              |   |
| Slone Matondo *1        | Duitsland / Congo-Brazzaville | 26-03-2003 | O21              |   |
| Diego van Zutphen *1    | Nederland                     | 28-03-2005 | VVV-Venlo O18    | 1 |
| Middenvelders           |                               |            |                  |   |
| Ayoub Ahamad            | Nederland                     | 24-02-2003 | O21              | 3 |
| Yousri El Anbri         | Nederland                     | 10-03-2006 | VV Bennekom      | 1 |
| Tim Braem               | Nederland                     | 13-02-2006 | VVV-Venlo O18    | 1 |
| Yoeri Dejaeger          | Nederland                     | 21-01-2004 | Lommel SK        |   |
| Sven Janssen            | Nederland                     | 20-08-2005 | VVV-Venlo O18    | 1 |
| Jens Jenniskens         | Nederland                     | 31-03-2004 | O21              |   |
| Joep Kluskens *1        | Nederland                     | 09-11-2002 | O21              |   |
| Nadir Marguaa           | Nederland                     | 02-01-2003 | O21              | 2 |
| Lennart Mehler *1       | Duitsland                     | 27-11-2002 | O21              |   |
| Mees Meeuwissen         | Nederland                     | 20-01-2003 | O21              |   |
| Mohammed Odriss *1      | Nederland                     | 19-09-2004 | O21              | 2 |
| Levi Smans *1           | Nederland                     | 25-03-2003 | O21              |   |
| Luuk Vosselman          | Nederland                     | 20-05-2004 | O21              |   |
| Mika Wolter             | Nederland                     | 11-03-2005 | VVV-Venlo O18    |   |
| Aanvallers              |                               |            |                  |   |
| Soulyman Allouch *1     | Marokko                       | 26-01-2002 | VVV-Venlo        |   |
| Berkan Bartu *1         | Duitsland / Turkije           | 08-07-2003 | O21              |   |
| Pepijn Doesburg *1      | Nederland                     | 17-01-2001 | FC Dordrecht     | 2 |
| Kian Donkers            | Nederland / Nieuw-Zeeland     | 12-09-2004 | N.E.C.           |   |
| Gio-Renys Felicia       | Nederland / Curaçao           | 02-02-2004 | Jong FC Utrecht  | 1 |
| Mohamed Hegi *1         | Syrië                         | 26-01-2004 | O21              | 2 |
| Resley Kessels          | Nederland                     | 30-08-2006 | VVV-Venlo O18    |   |
| Milan van de Riet       | Nederland                     | 19-02-2003 | O21              |   |
| Melano Thier *1         | Nederland / Suriname          | 07-06-2002 | O21              | 8 |
| Kevin Toppenberg        | Nederland / Curaçao           | 02-08-2003 | De Treffers      | 3 |
| Javier Valerio          | Nederland / Aruba             | 18-01-2003 | O21              |   |
| Thijme Verheijen *1     | Nederland                     | 13-04-2003 | O21              |   |
| Guus Willemssen         | Nederland                     | 21-03-2004 | O21              |   |

*1 Betreft een speler die ook tot de selectie van het eerste elftal behoort.

### Vertrokken spelers
| Nat.   | Naam                    | Naar                   | Bijzonderheden |
| Zomer  | Zomer                   | Zomer                  | Zomer          |
| ------ | ----------------------- | ---------------------- | -------------- |
| PT     | Bernardo Antunes        | AD Taboeira            | Amateur        |
| NL     | Jur Clabbers            | Onbekend               | Amateur        |
| NL     | Tyrese Duijker          | Onbekend               | Amateur        |
| NL     | Danny Heemskerk         | Villena CF             | Amateur        |
| NL     | Stijn Huntjens          | RKSV Wittenhorst       | Amateur        |
| NL     | Quint Janssen           | Gestopt                | Amateur        |
| NL     | Ruben Laugs             | RKSV Wittenhorst       | Amateur        |
| NL     | Darrel Lemmert          | SV Straelen            | Amateur        |
| NL     | Fin Pleunis             | Onbekend               | Amateur        |
| DE     | Denzel Tawiah           | Onbekend               | Amateur        |
| DE     | Jonas Theuerzeit        | Onbekend               | Amateur        |
| NL     | Jur Theunissen          | SV OSS '20             | Amateur        |
| Najaar |                         |                        |                |
| TR     | Berkan Bartu            | VfB Homberg            | Amateur        |
| DE     | Ruben Martens-Fleurkens | SV Sonsbeck            | Amateur        |
| DE     | Lennart Mehler          | ASV Einigkeit Süchteln | Amateur        |
| NL     | Guus Willemssen         | RKSV Meterik           | Amateur        |

ADO Den Haag ·
SC Cambuur ·
FC Den Bosch ·
FC Dordrecht ·
FC Eindhoven ·
FC Emmen ·
De Graafschap ·
FC Groningen ·
Helmond Sport ·
Jong Ajax ·
Jong AZ ·
Jong PSV ·
Jong FC Utrecht ·
MVV Maastricht ·
NAC Breda ·
Roda JC Kerkrade ·
Telstar ·
TOP Oss ·
VVV-Venlo ·
Willem II